# Gevelsberg
Gevelsberg ist eine Mittelstadt mit rund 30.000 Einwohnern im südlichen Ruhrgebiet in Nordrhein-Westfalen, Deutschland. Sie gehört dem Ennepe-Ruhr-Kreis an.

## Geografie

### Geografische Lage
Die geographische Lage Gevelsbergs (Innenstadt) ist 7° 20′ östliche Länge und 51° 19′ nördliche Breite. Das Stadtgebiet umfasst eine Fläche von 26,27 km². Die größte Nord-Süd-Ausdehnung beträgt 7,1 km und die größte West-Ost-Ausdehnung 7,15 km. Die Höhendifferenz innerhalb des Stadtgebiets beträgt etwa 200 Meter. Die tiefste Stelle liegt an der Ennepe bei Vogelsang mit 131,5 m ü. NN, die höchste Stelle am Hageböllinger Kopf mit 336,36 m ü. NN.
Kulturgeographisch befindet sich Gevelsberg in einer Übergangslage zwischen dem Ruhrgebiet im Norden sowie Sauerland und Bergischem Land im Süden.

### Naturraum
Naturräumlich gehört das Stadtgebiet zum Süderbergland innerhalb des Rechtsrheinischen Schiefergebirges. Im Raum Gevelsberg wird das Süderbergland in mehrere Untereinheiten gegliedert:
- Weite Teile des nördlichen Stadtgebiets (Asbeck, Berge und Silschede) zählen zum Niederbergisch-Märkischen Hügelland (mit den Einheiten Märkisches Schichtrippenland, Haßlinghauser Rücken und z. T. Linderhauser Rücken).
- Das Stadtzentrum und Bereiche entlang der Ennepe werden zum Märkisch-Sauerländischen Unterland (mit der Einheit des Unteren Ennepetals) gerechnet.
- Der Bereich des Gevelsberger Stadtwalds im Südosten zählt zum Märkischen Oberland (mit der Einheit der Hesterthardt).
- An der Grenze zu Schwelm gehört ein geringer Teil des Stadtgebiets zu den Bergischen Hochflächen (mit der Einheit der Wupper-Ennepe-Hochflächen).

Kulturlandschaftlich zählt das gesamte Stadtgebiet zum Niederbergisch-Märkischen Land.

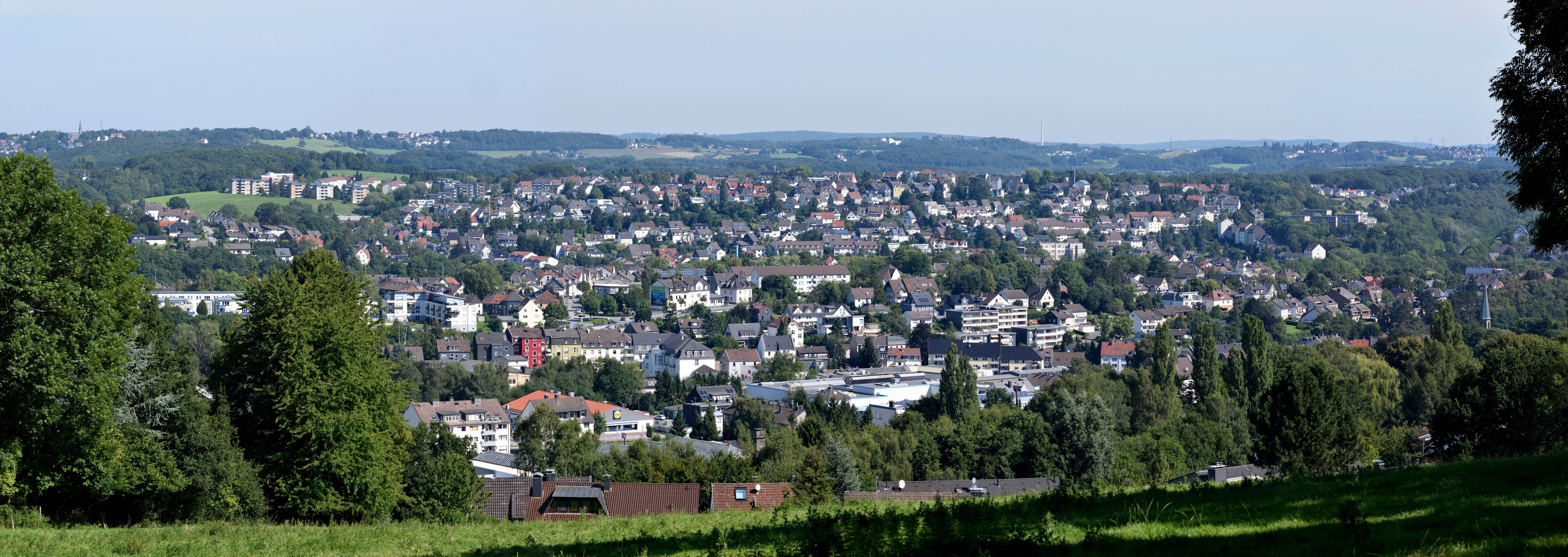
Panorama Aufnahme von Gevelsberg am 30. August 2015, Standort: Elberfelder Straße Nähe Stütingstraße, Blickrichtung nach Norden

### Stadtgliederung

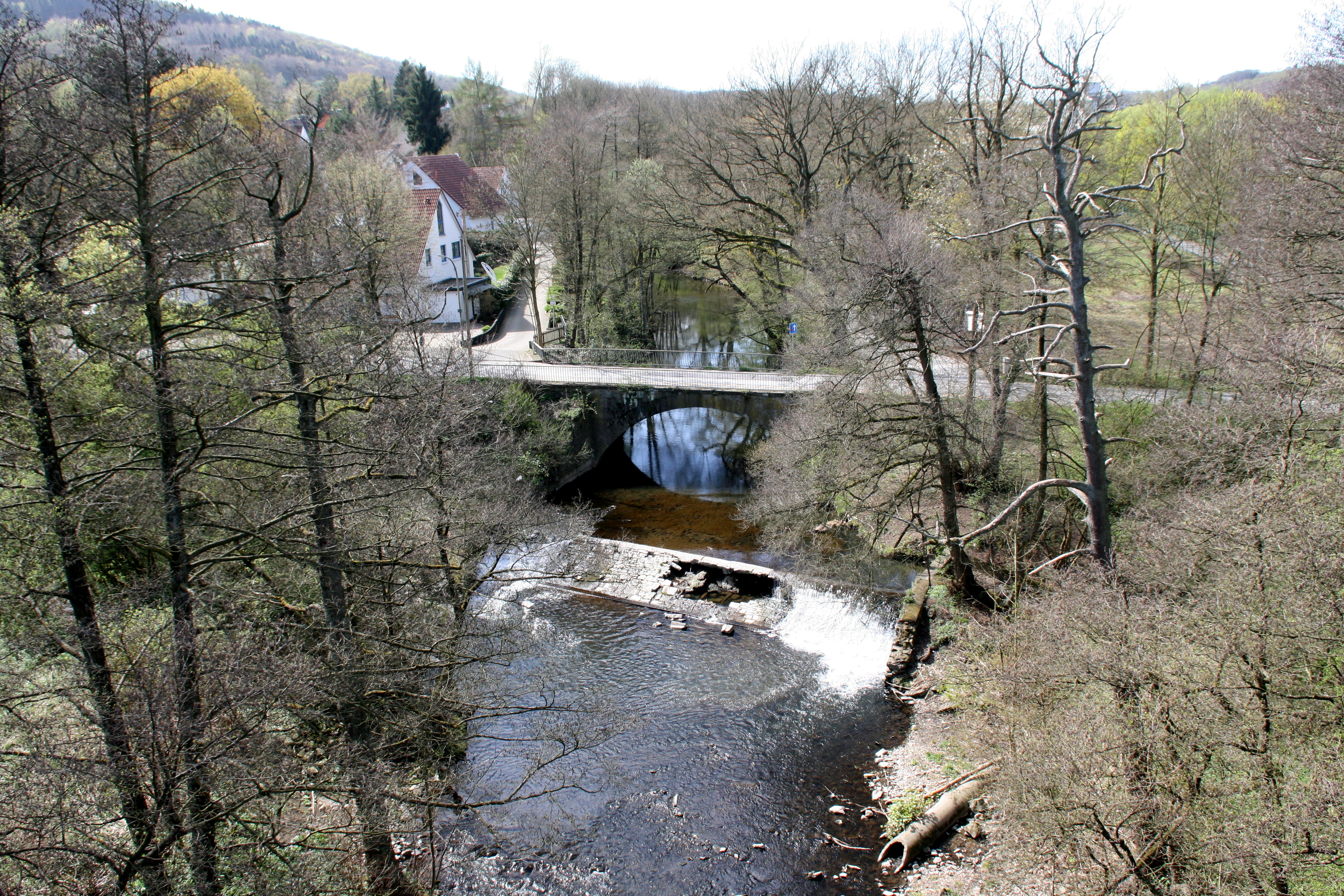
Der Fluss Ennepe bildet den tiefsten Punkt des Stadtgebiets und die Gemarkungsgrenze zwischen Berge und Gevelsberg.

In ihrem heutigen Umfang besteht die Stadt seit der kommunalen Gebietsreform am 1. Januar 1970. Damals wurden durch das Gesetz zur Neugliederung des Ennepe-Ruhr-Kreises die bis dahin selbstständigen, dem Amt Volmarstein zugehörigen und nördlich von Gevelsberg liegenden Gemeinden Asbeck, Berge und Silschede – mit Ausnahme kleiner Randgebiete, die zu den Städten Wetter (Ruhr) und Sprockhövel kamen – in die Stadt Gevelsberg eingemeindet. Im Zuge der Gebietsreform wurden des Weiteren geringe Teile von Haßlinghausen und Linderhausen in die Gemarkungen Gevelsberg und Asbeck eingegliedert.
Vor der Gebietsreform besaß Gevelsberg eine Fläche von 11,26 km².
Seit der Gebietsreform von 1970 umfasst die Katasterfläche der Stadt 26,27 km². Sie ist in vier Gemarkungen mit insgesamt 44 Fluren unterteilt (Stand 2013). Die heutigen Gemarkungsgrenzen entsprechen weitgehend (abgesehen von kleinräumigen Anpassungen) den bis 1969 gültigen Gebietsgrenzen der ehemaligen Stadt Gevelsberg und der drei alten Gemeinden.
Verwaltungstechnisch ist die Stadt Gevelsberg seit 1970 in vier (mit den Gemarkungen übereinstimmende) Stadtteile gegliedert, zu denen jeweils mehrere Ortslagen gehören, d. h. unterschiedliche Siedlungsbereiche wie Stadtviertel, Weiler oder Einzellagen.
| Gemarkungen in Gevelsberg | Übersicht der Gemarkungen/Stadtteile von Gevelsberg, Stand 2013 | Übersicht der Gemarkungen/Stadtteile von Gevelsberg, Stand 2013 | Übersicht der Gemarkungen/Stadtteile von Gevelsberg, Stand 2013 | Übersicht der Gemarkungen/Stadtteile von Gevelsberg, Stand 2013 | Übersicht der Gemarkungen/Stadtteile von Gevelsberg, Stand 2013                                                                            |
| Gemarkungen in Gevelsberg | Gem.nr.                                                         | Gemarkung                                                       | Fläche                                                          | Historie                                                        | zugehörige Ortslagen |
| ------------------------- | --------------------------------------------------------------- | --------------------------------------------------------------- | --------------------------------------------------------------- | --------------------------------------------------------------- | --- |
| Gemarkungen in Gevelsberg | 1310                                                            | Gevelsberg                                                      | 12,47 km²                                                       | bis 1969 Stadt Gevelsberg                                       | u. a. An der Maus, Börkey, Braken, Bruchmühle, Frielinghausen, Hagebölling, In der Aske, In der Bredde, Klostermark, Sauerbruch, Vogelsang |
| Gemarkungen in Gevelsberg | 1343                                                            | Asbeck                                                          | 3,42 km²                                                        | bis 1969 Gemeinde Asbeck                                        | u. a. Sonnenschein, Vosshausen |
| Gemarkungen in Gevelsberg | 1344                                                            | Berge                                                           | 5,16 km²                                                        | bis 1969 Gemeinde Berge                                         | u. a. Auf der Geer, Heck, Knapp |
| Gemarkungen in Gevelsberg | 1348                                                            | Silschede                                                       | 5,24 km²                                                        | bis 1969 Gemeinde Silschede                                     | u. a. Behrenbruch, Büffel, Ellinghausen, Ilberg                                                                                            |

### Nachbargemeinden
Die direkten Nachbarstädte von Gevelsberg sind im Osten die kreisfreie Stadt Hagen sowie – weiter im Uhrzeigersinn – Ennepetal, Schwelm, Sprockhövel und Wetter (Ruhr) als Nachbarstädte im Ennepe-Ruhr-Kreis.

## Geschichte

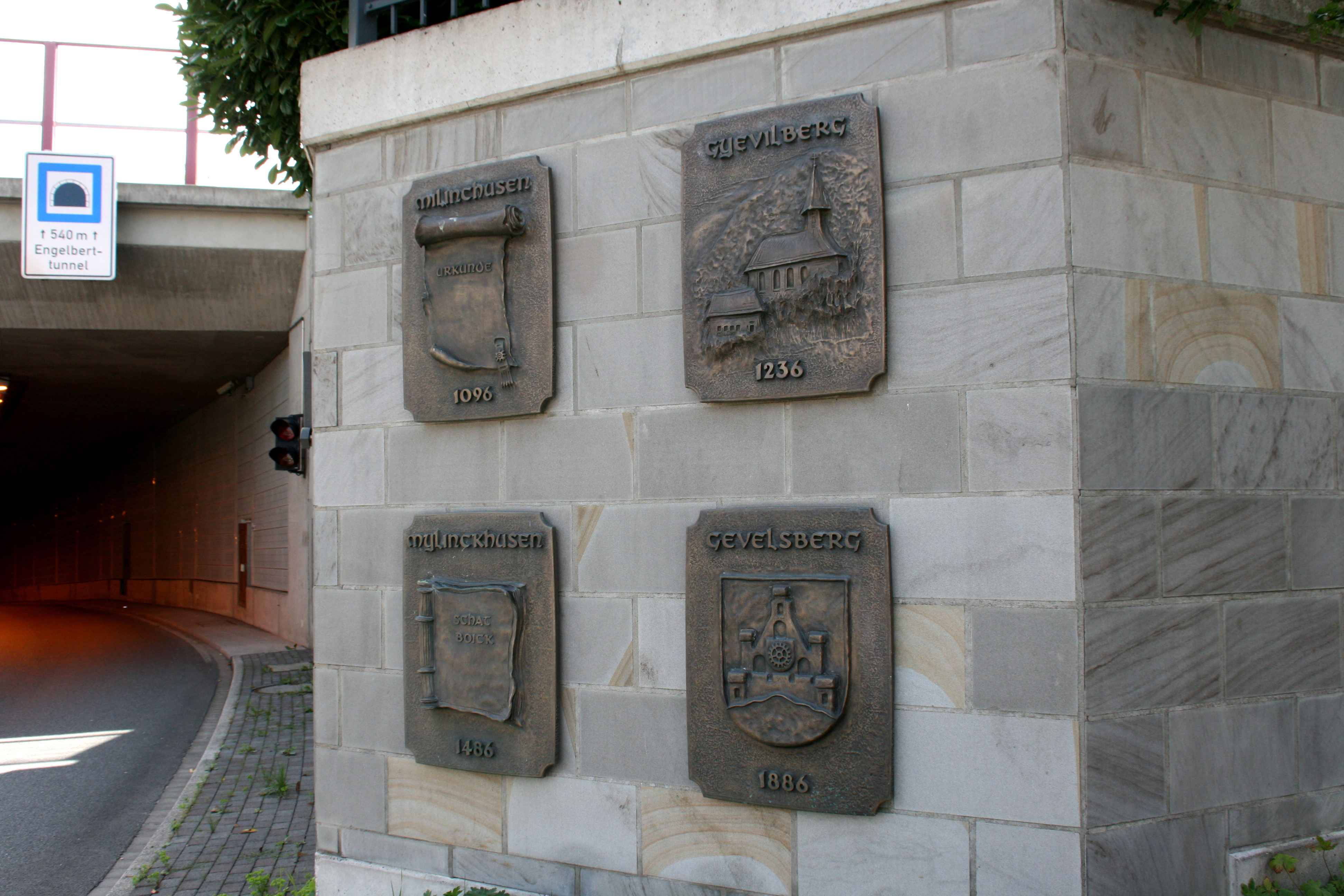
Bronzetafeln zur Stadtgeschichte am Engelberttunnel

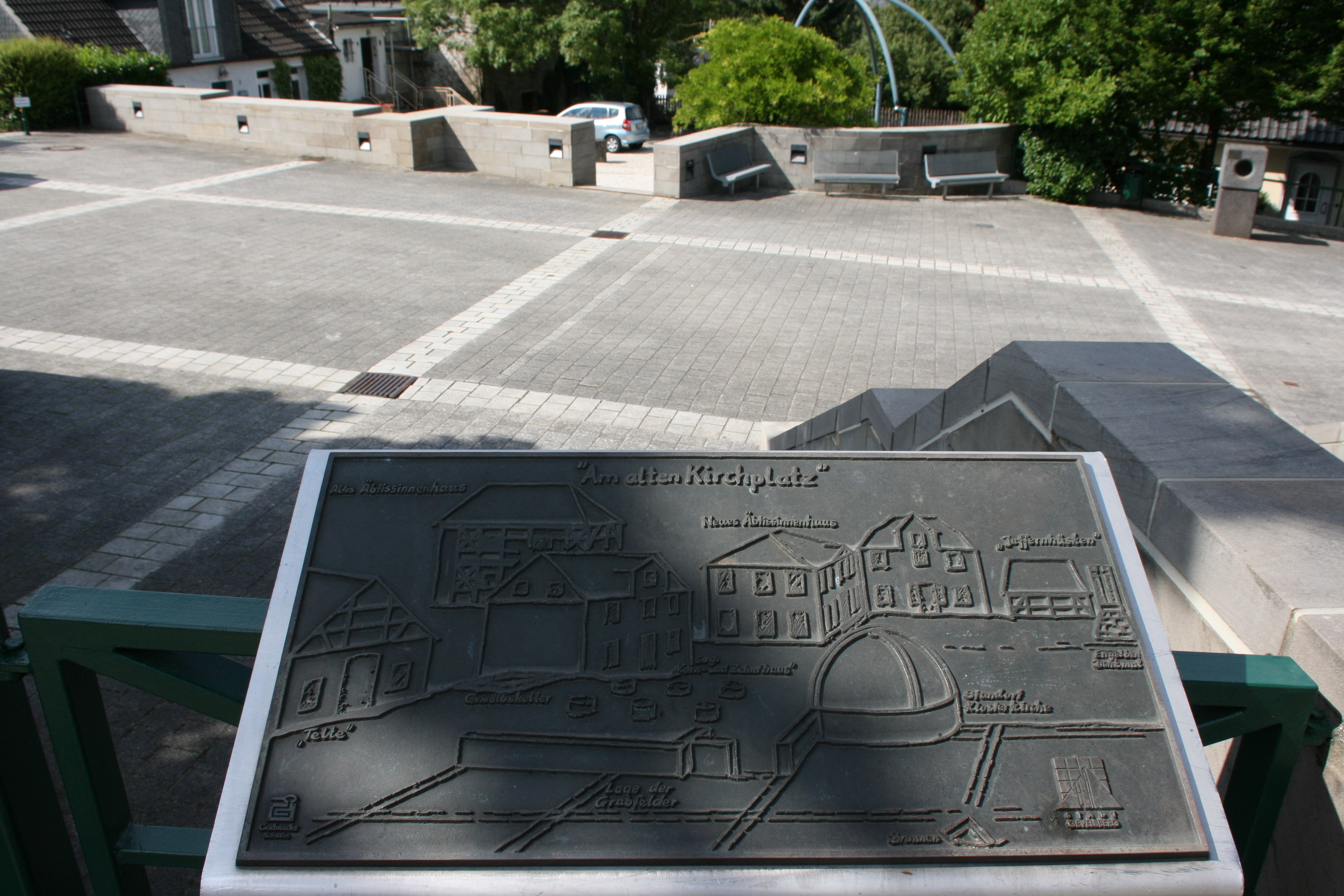
Der alte Kirchplatz, „Keimzelle“ der Stadt

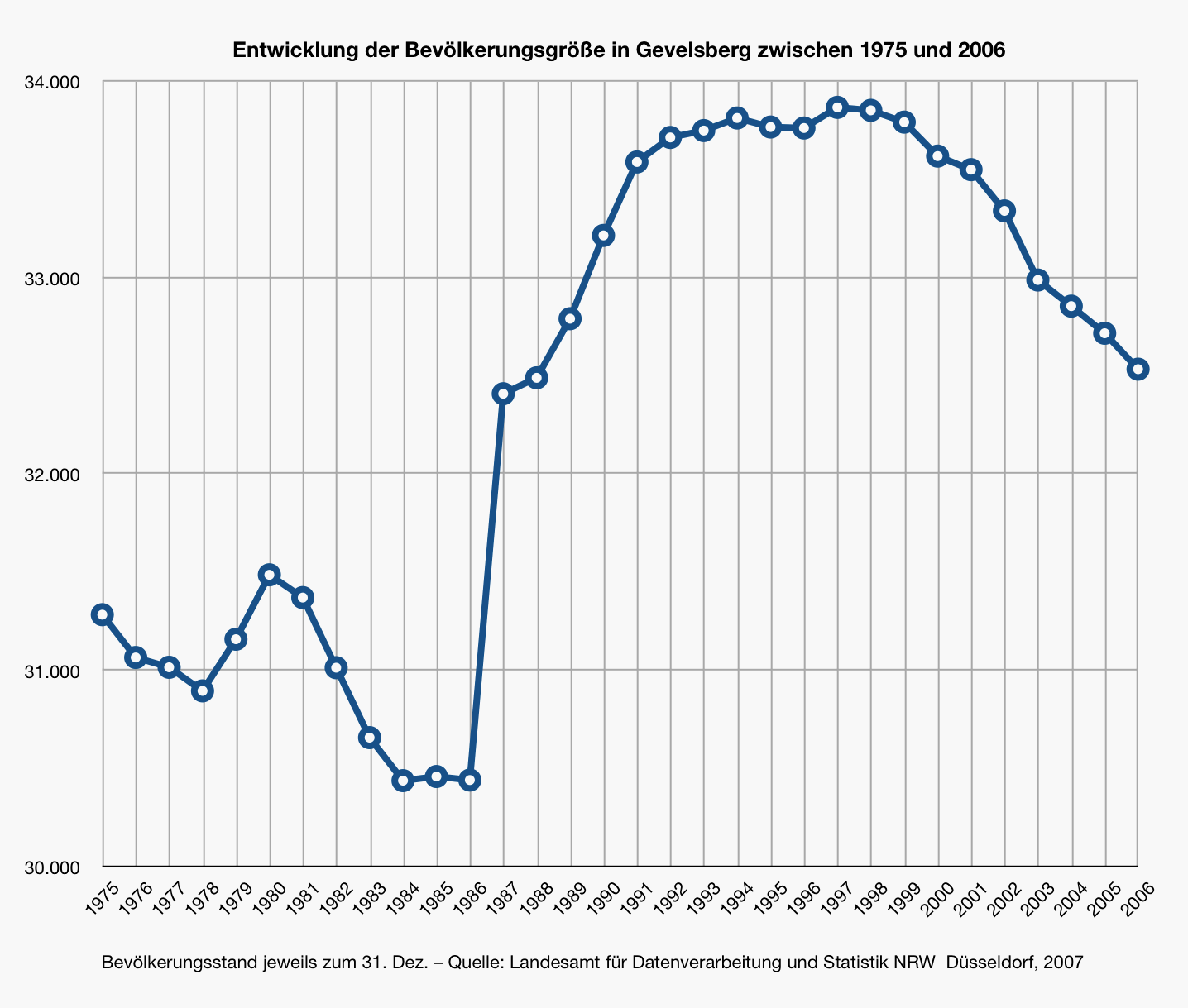
Entwicklung der Einwohnerzahl zwischen 1975 und 2006

Erste Spuren menschlichen Lebens auf dem heutigen Gevelsberger Stadtgebiet stammen aus der Steinzeit.
Der Ort Gevelsberg ist aus der früheren Bauerschaft Mylinghausen hervorgegangen. Urkundlich erwähnt wurde Milinchusen erstmals am 13. Dezember 1096. In dieser Urkunde überließ der Erzbischof von Köln dem Kloster von Siegburg unter anderem einen Hof in Mylinghausen. Aufgrund der Endung des Namens auf -inghausen wird angenommen, dass der Name Mylinghausen und damit die Besiedlung aus dem 9. Jahrhundert stammt.
- 1102 musste Friedrich von Westfalen die Hälfte seiner Grafschaft an den Erzbischof von Köln abtreten. Zu dem abgetretenen Teil, mit dem die Edelherren von Volmarstein belehnt wurden, gehörte auch das Gebiet um Gevelsberg.
- Ab 1180 wurden die Erzbischöfe von Köln als Herzöge von Westfalen auch weltliche Herrscher über Gevelsberg.
- Bekannter wurde Gevelsberg 1225, denn am 7. November des Jahres wurde in einem Hohlweg am Hang des Gevelsbergs der Reichsverweser und Kölner Erzbischof Engelbert, Graf von Berg, von dem Sohn seines Vetters, dem Grafen Friedrich von Isenberg, überfallen und erschlagen. Am vormaligen Tatort wurde etwa um 1230 zur Sühne ein Zisterzienserinnenkloster errichtet, das die Keimzelle der heutigen Stadt wurde.
- Ab 1324 gehörte Gevelsberg zur Grafschaft Mark.
- Ab 1577 wurde das Zisterzienserinnenkloster in ein freiweltliches adeliges Damenstift umgewandelt. Es bestand bis 1812, als es unter Napoleon aufgelöst wurde.
- 1609 kam Gevelsberg unter die Herrschaft des Churfürsten von Brandenburg, der die Grafschaft Mark erbte. Da die Erbteilung auf Schwierigkeiten stieß, erfolgte bis 1614 eine gemeinsame Verwaltung der Grafschaft Mark mit dem Herzog Wolfgang Wilhelm von Pfalz-Neuburg. Nach 1614 gehört Gevelsberg nur noch zu Brandenburg.
- 1805, also kurz vor Aufhebung des Klosters durch Napoleonisches Dekret, wurde noch das repräsentative Schieferhaus Im Stift 6 im Stil des Klassizismus für die Äbtissin fertiggestellt.
- Während der napoleonischen Besatzung der Jahre 1807–1813 gehörte Gevelsberg zum Großherzogtum Berg.
- 1815 wurde die preußische Provinz Westfalen geschaffen, zu der Gevelsberg fortan gehörte.
- Am 1. Mai 1867 wurde die Landgemeinde Mylinghausen offiziell in Gevelsberg umbenannt.[5][6]
- Am 1. Februar 1886 wurden Gevelsberg aufgrund der Erfüllung der gesetzlichen Voraussetzungen vom Kaiser Wilhelm I. als König von Preußen die Stadtrechte verliehen.[6]
- 1889/1890 wurde in Gevelsberg eines der ersten kommunalen Elektrizitätswerke in Deutschland errichtet.[7] Als zweite Stadt in Deutschland (nach Berlin) führte Gevelsberg eine elektrische Straßenbeleuchtung ein.[8]
- Das Aufblühen der kleinindustriellen Wirtschaft (Wasserkraft nutzende Hammerwerke, Kleineisenprodukte) ließ die Bevölkerungsanzahl im 19. Jahrhundert stark ansteigen. Zahlreiche Wohnhäuser, Fabrikantenvillen und Fabrikanlagen entstanden in dieser Zeit, die das Stadtbild noch heute prägen.
- Nach der Reichspogromnacht 1938 wurden die jüdischen Bürger in der folgenden Zeit verschleppt. Fedor und Johanna Rosenthal, die ein großes Textilkaufhaus in Gevelsberg betrieben, kamen im KZ Sachsenhausen und Ghetto Theresienstadt um.
- 1946 wurde Preußen aufgelöst und Gevelsberg gehört seitdem zum Land Nordrhein-Westfalen.

### Bergbaugeschichte
Im nördlichen Gevelsberger Stadtteil Silschede gab es schon früh, vermutlich ab Mitte des 15. Jahrhunderts, Bergbau. Wie in den Nachbargemeinden Wetter und Sprockhövel streichen dort die ältesten Flöze der Steinkohle an der Erdoberfläche aus. Erstmals urkundlich belegt ist der Abbau für 1641. Um diese Zeit gab es bereits einen alten Stollen in einem vor langer Zeit verlassenen Kohlenbergwerk. In dieser Gegend bauten die Zechen Dachsloch, Fuchsloch und Grevelsloch auf den Flözen Breite Bank, Schmale Bank und Striepen. Aus diesen Zechen entwickelte sich die Zeche Dachs & Grevelsloch. Der Hauptförderschacht war der Schacht Rudolph. 1871 wurde die Zeche Dachs & Grevelsloch von der Zeche Deutschland übernommen.
Im Jahre 1849 erbaute die Zeche Trappe in Silschede ihren neuen Tiefbauschacht Voerster. 1925 wurde dieses Bergwerk geschlossen. Nach dem Krieg gab es noch einzelne Zechen, die aber auch nach wenigen Jahren aus wirtschaftlichen Gründen geschlossen wurden. So wurden zum Beispiel auf der Kleinzeche „Wilhelmsfreude“ in den alten Kohlenfeldern Restbestände abgebaut.
Im Süden und im Norden Gevelsbergs gab es unbedeutende Eisenerzvorkommen.

### Ortsnamen
Die frühesten Schriftzeugnisse sind von 1235 und lauten „Gyeuilberch“ und „Givelberch“. Man stellt den Namen meist zu altsächsisch *givil (‚Giebel‘, ‚Stirnseite‘), was auf die Form des Berges zurückgeht.

## Politik

### Stadtrat
- Linke: 1
- SPD: 27
- Grüne: 5
- FDP: 1
- CDU: 6
- AfD: 2

| Parteien und Wählergemeinschaften | Sitze | Sitze | Sitze | Sitze |
| Parteien und Wählergemeinschaften | 2020  | 2014  | 2009  | 2004  |
| --------------------------------- | ----- | ----- | ----- | ----- |
| SPD                               | 27    | 26    | 23    | 20    |
| CDU                               | 6     | 8     | 9     | 15    |
| GRÜNE                             | 5     | 3     | 2     | 3     |
| LINKE                             | 1     | 2     | 2     | –     |
| FDP*                              | 1     | –     | 2     | 2     |
| AfD                               | 2     | –     | –     | –     |
| FWG*                              | –     | 3     | 3     | 6     |
| NPD                               | –     | –     | 1     | –     |
| * (2014 FDP und FWG eine Liste)   |       |       |       |       |

2022 ergaben sich im Stadtrat mehrere Veränderungen: Die Vertreterin der Linken gehört jetzt zur SPD. Der FDP-Ratsherr ist aus der FDP ausgetreten. Ein Ratsherr der AfD ist aus der AfD ausgetreten. Die AfD bildet daher keine eigene Fraktion mehr. 2023 ist auch der zweite Ratsherr aus der AfD ausgetreten. Die AfD ist daher nicht mehr im Gevelsberger Stadtrat vertreten.

### Bürgermeister
- 1886–1911: Fritz Knippschild
- 1911–1919: Walter Leinberger
- 1919–1929: Hermann Müller
- 1930–1933: Konrad Rappold

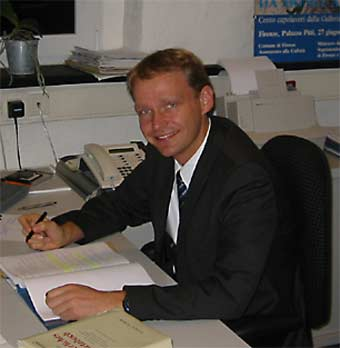
Claus Jacobi, Bürgermeister seit 2004

- 1933:–0000 Heinrich Hanholz (danach Landrat des Ennepe-Ruhr-Kreises)
- 1933–1945: Günther Siegfried Albitz
- 1945:–0000 Hermann Hußmann
- 1945–1961: Gustav Trost (SPD)
- 1961–1991: Helmut vom Schemm (SPD)[10]
- 1991–2004: Klaus Solmecke (SPD)
- 2004–0000: Claus Jacobi (SPD)

### Stadtdirektoren
Von 1946 bis zur Zusammenlegung der Funktion des Stadtdirektors mit der des Bürgermeisters im Jahre 1996 standen an Spitze der Stadtverwaltung folgende Stadtdirektoren:
- 1946–1969: Erich Blumenroth
- 1969–1981: Gerhard Borgemeister
- 1981–1996: Volker Stein (SPD) (danach Landrat des Ennepe-Ruhr-Kreises)

### Wappen
Das historische Gevelsberger Stadtwappen war der Stadt durch Erlass des Preußischen Innenministeriums vom 9. März 1903 verliehen worden.
Auf einem goldfarben grundierten, rechteckigen Schild mit unten abgerundeten Ecken erhebt sich über einem grünen Hügel ein roter, von drei Rundbogenfenstern durchbrochener Backsteingiebel, ein Bezug auf die Herkunft des Ortsnamens („Gevel“ = „Giebel“). Im Zentrum des Wappens befindet sich auf einem goldenen Herzschild ein schwarzes Kammrad.
Aus diesem ursprünglichen Stadtwappen wurde Mitte der 1950er-Jahre das aktuelle Gevelsberger Stadtwappen entwickelt, das seither bei allen offiziellen Anlässen verwendet wird. Am oberen Rand angebracht ist hier zusätzlich eine dreitürmige, sandsteingraue Mauerkrone mit einem geschlossenen Stadttor unter dem Mittelturm, das Abzeichen der Stadtrechte. Das zentrale Herzschild mit dem Rad als Zeichen der Industrie ist hier farbig in das Rot des Gebäudes aufgenommen.

### Städtepartnerschaften
Gevelsberg hat drei Partnergemeinden:
- Vendôme ist eine französische Kleinstadt mit etwa 17.000 Einwohnern, die im Département Loir-et-Cher in der Region Centre-Val de Loire liegt. Die Partnerschaft besteht seit 1973.
- Szprotawa (deutsch: Sprottau) ist eine polnische Stadt mit etwa 12.000 Einwohnern, die zur Woiwodschaft Lebus gehört. Der Ort liegt im ehemaligen Niederschlesien, rund 50 km entfernt von der deutsch-polnischen Grenze bei Cottbus. Die Partnerschaft besteht seit dem 17. Mai 1996.
- Butera ist eine italienische Gemeinde mit rund 5000 Einwohnern im südwestlichen Sizilien. Knapp 1000 Italiener in Gevelsberg haben ihre familiären Wurzeln im Dorf Butera oder der umliegenden Region Caltanissetta. Die Partnerschaftsurkunde wurde am 8. Mai 2004 unterzeichnet.

### Integrationsrat
Im Rahmen der Kommunalwahlen wurde 2020 ein Integrationsrat gewählt. Dieser besteht aus zwölf Mitgliedern. Acht wurden direkt gewählt und vier vom Stadtrat entsandt. Die direkt gewählten Mitglieder müssen eine nicht-deutsche Staatsangehörigkeit besitzen, die deutsche Staatsangehörigkeit durch Einbürgerung erhalten haben oder ein Elternteil darf keine deutsche Staatsangehörigkeit besitzen. Der Integrationsrat ist in allen politischen Gremien der Kommune vertreten, berät den Stadtrat und gibt Beschlussempfehlungen vor.

## Kultur und Sehenswürdigkeiten

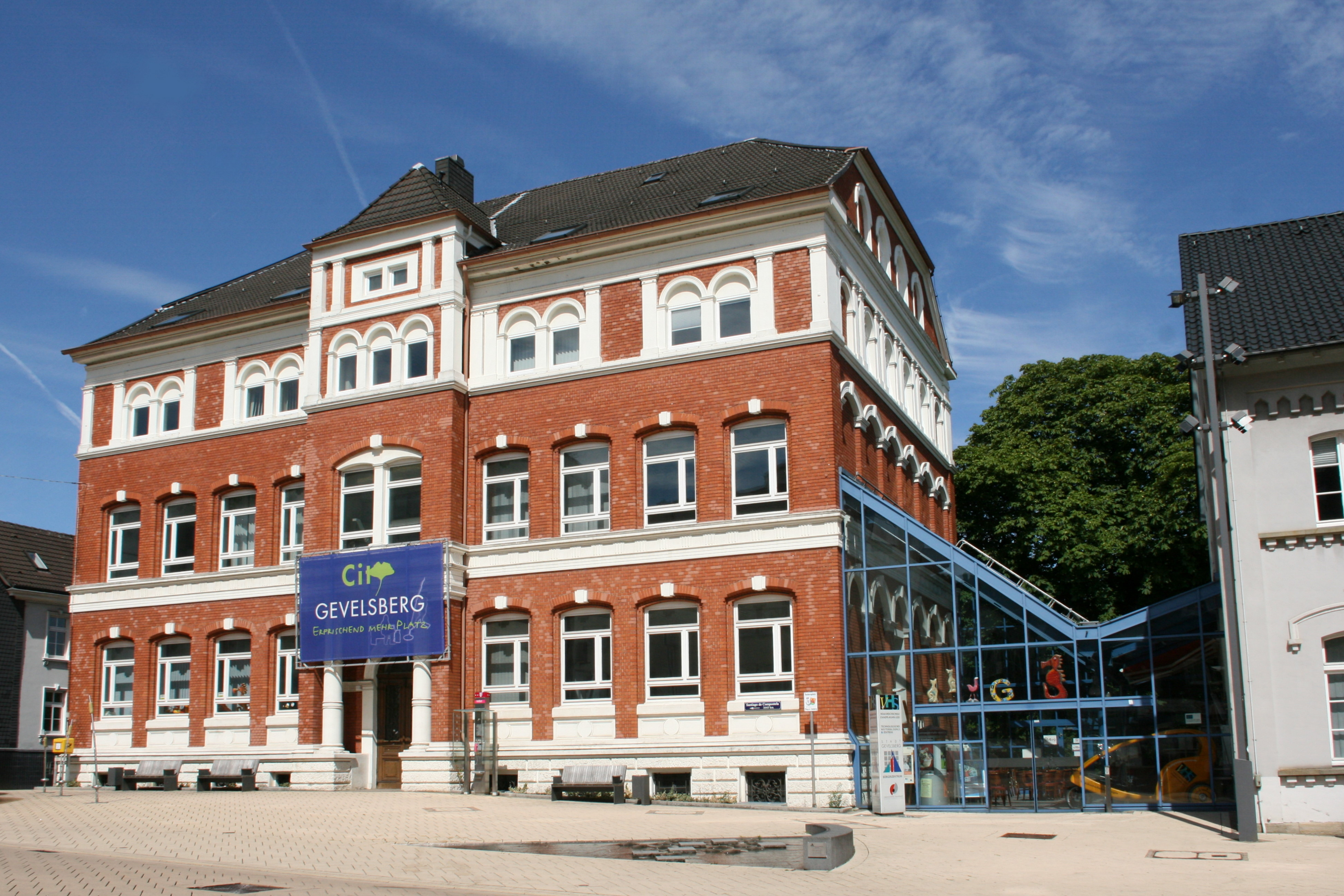
Bürgerzentrum am Buteraplatz, Mittelstraße

Seit Juni 2021 betreibt der Kunstsammler Frank Hense die Kunsthalle Gevelsberg in der ehemaligen Friedenskirche in der Schillerstraße 16. In der Kunsthalle finden drei bis vier Ausstellungen im Jahr mit dem Fokus auf Zeitgenössische Kunst statt. An der zentralen Hauptstraße der Stadt Gevelsberg, Mittelstraße 86/88, liegt das „Bürgerzentrum“, der Sitz des Volkshochschul-Zweckverbandes Ennepe-Ruhr Süd. Durch Seminare und Veranstaltungen trägt die VHS zur Weiterbildung der heimischen Bevölkerung bei. Außerdem haben im Bürgerzentrum mehrere Vereine eigene Räumlichkeiten.
Gevelsberg zeichnet sich darüber hinaus durch ein reges Kulturleben aus, das indes von den Bewohnern der Stadt im Wesentlichen selber organisiert wird. Das Kulturerleben der jüngeren Einwohner wurde in den letzten Jahren insbesondere vom Neuen Gevelsberger Kulturverein (NGK) geprägt. Anspruchsvolles Programmkino bietet regelmäßig „Filmriss“. Die Konzertgesellschaft Gevelsberg organisiert ein Programm klassischer Musik.

### Kunst im öffentlichen Raum
Siehe: Liste von Kunstwerken im öffentlichen Raum in Gevelsberg

### Bauwerke

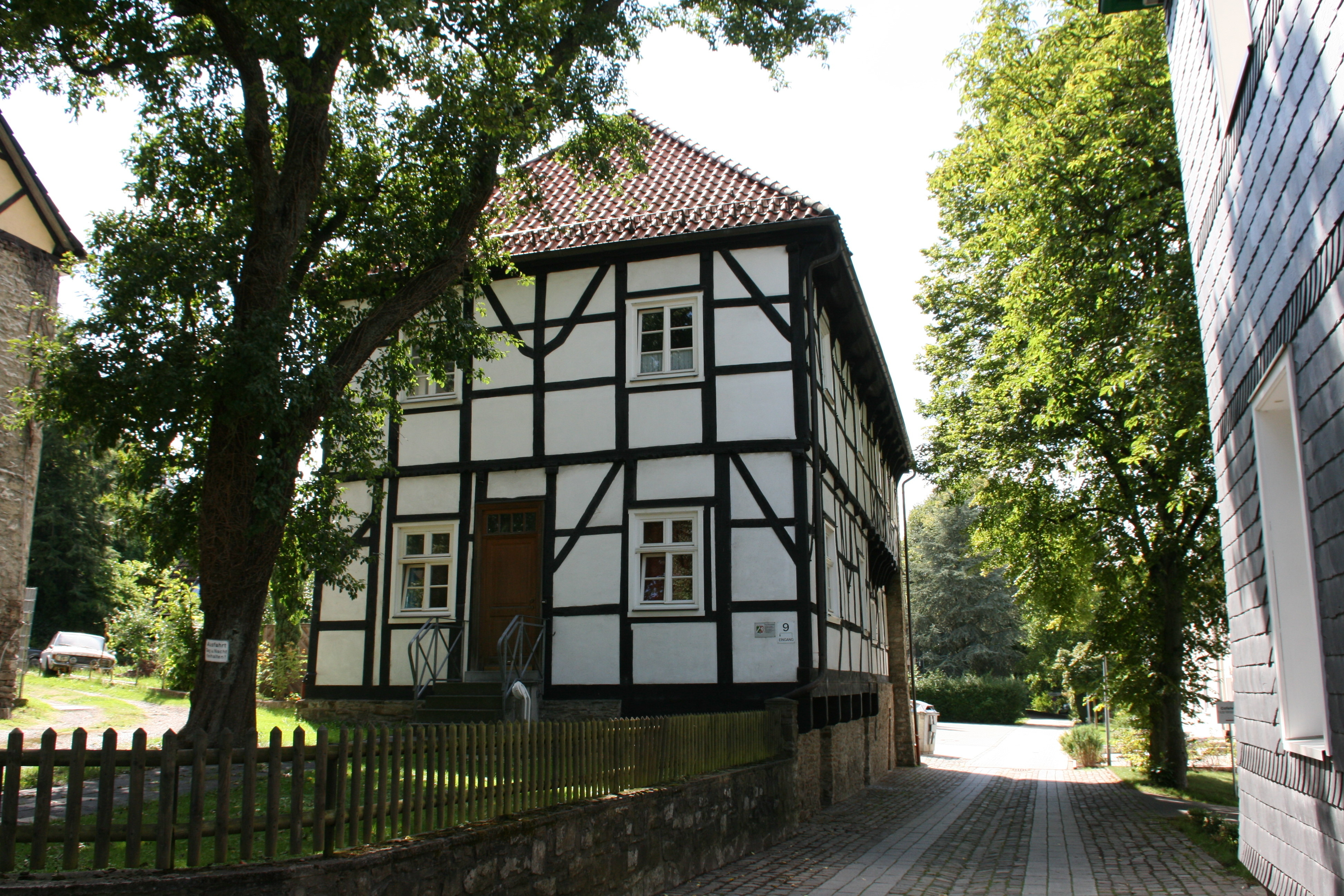
Denkmalgeschütztes „Altes Äbtissinnenhaus“, Im Stift

In der Stadt gibt es etliche historische Bauwerke, von denen über einhundert unter Denkmalschutz gestellt wurden.
Zu den Baudenkmälern gehören unter anderem das Gut Rocholz in Berge, die evangelische Erlöserkirche und mehrere noch erhaltene ältere Häuser im Stift- und Klosterviertel.
In Silschede sind noch Überreste der Trasse der ehemaligen von Friedrich Harkort gegründeten Schlebusch-Harkorter Kohlenbahn, die auch als Silscheder Kohlenbahn oder Hasper Kohlenbahn bezeichnet wird, zu sehen. Die Trasse führte vom Schlebuscher Revier zur Hasper Hütte.

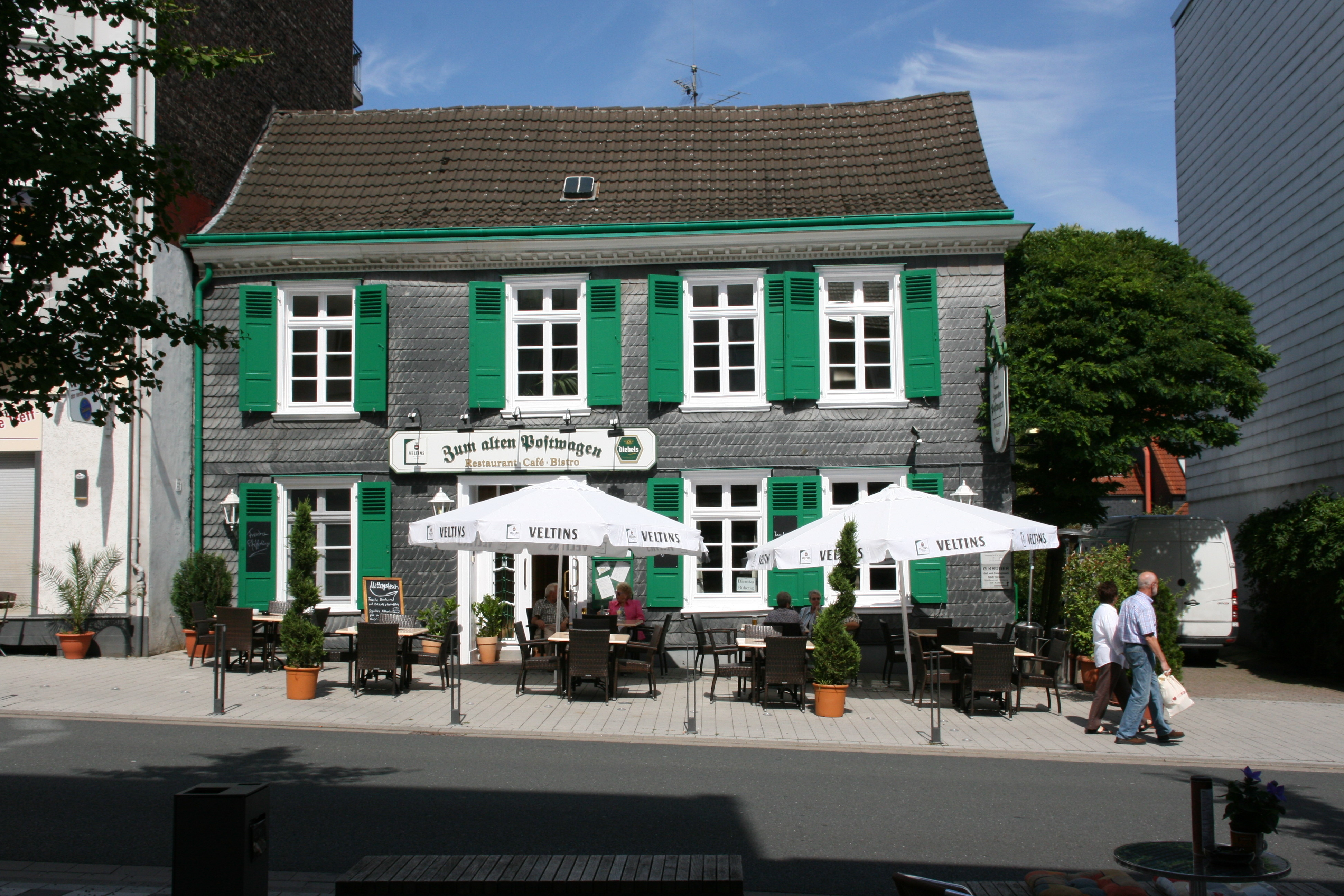
Denkmalgeschütztes Haus „Zum alten Postwagen“ in der Mittelstraße
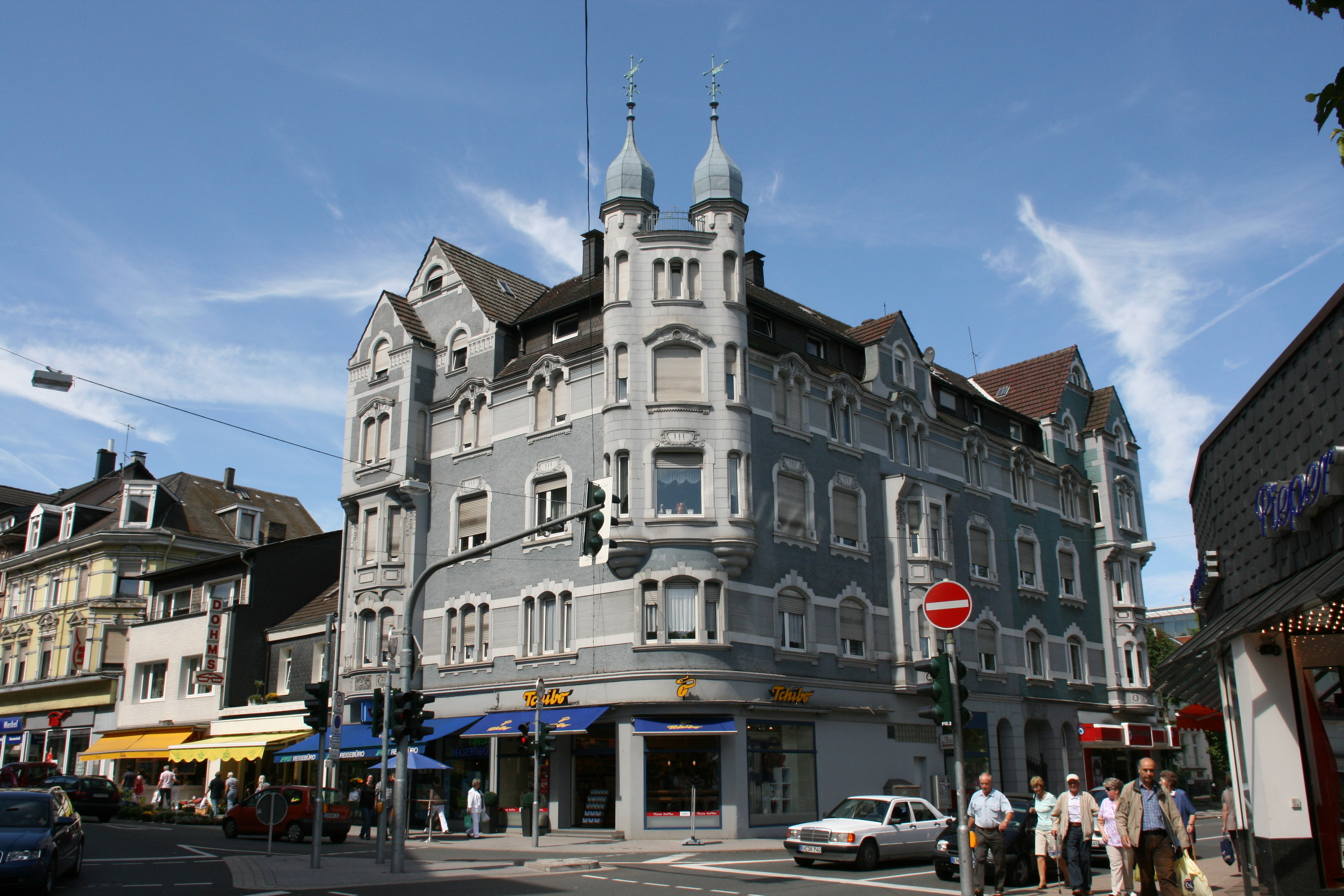
Denkmalgeschütztes Eckgebäude an der Mittelstraße
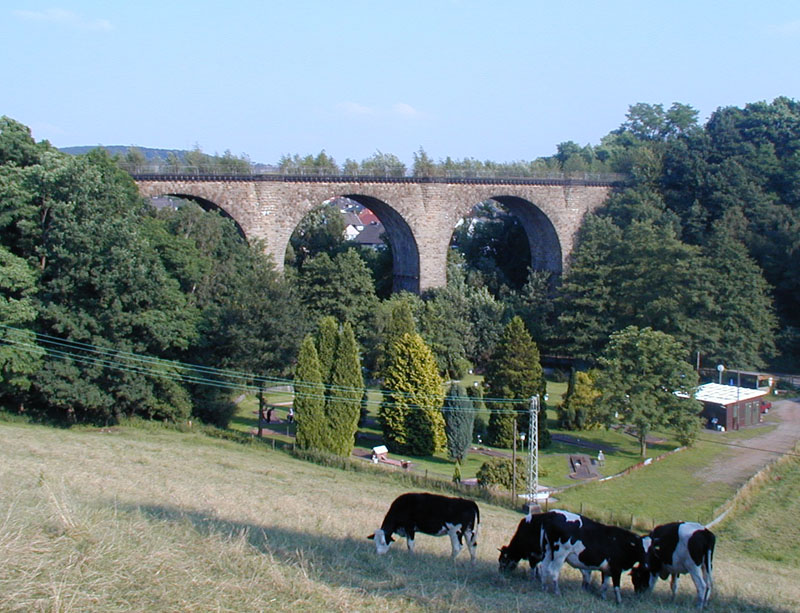
Denkmalgeschützter Stefansbachtal-Viadukt der stillgelegten Bahnstrecke Witten–Schwelm
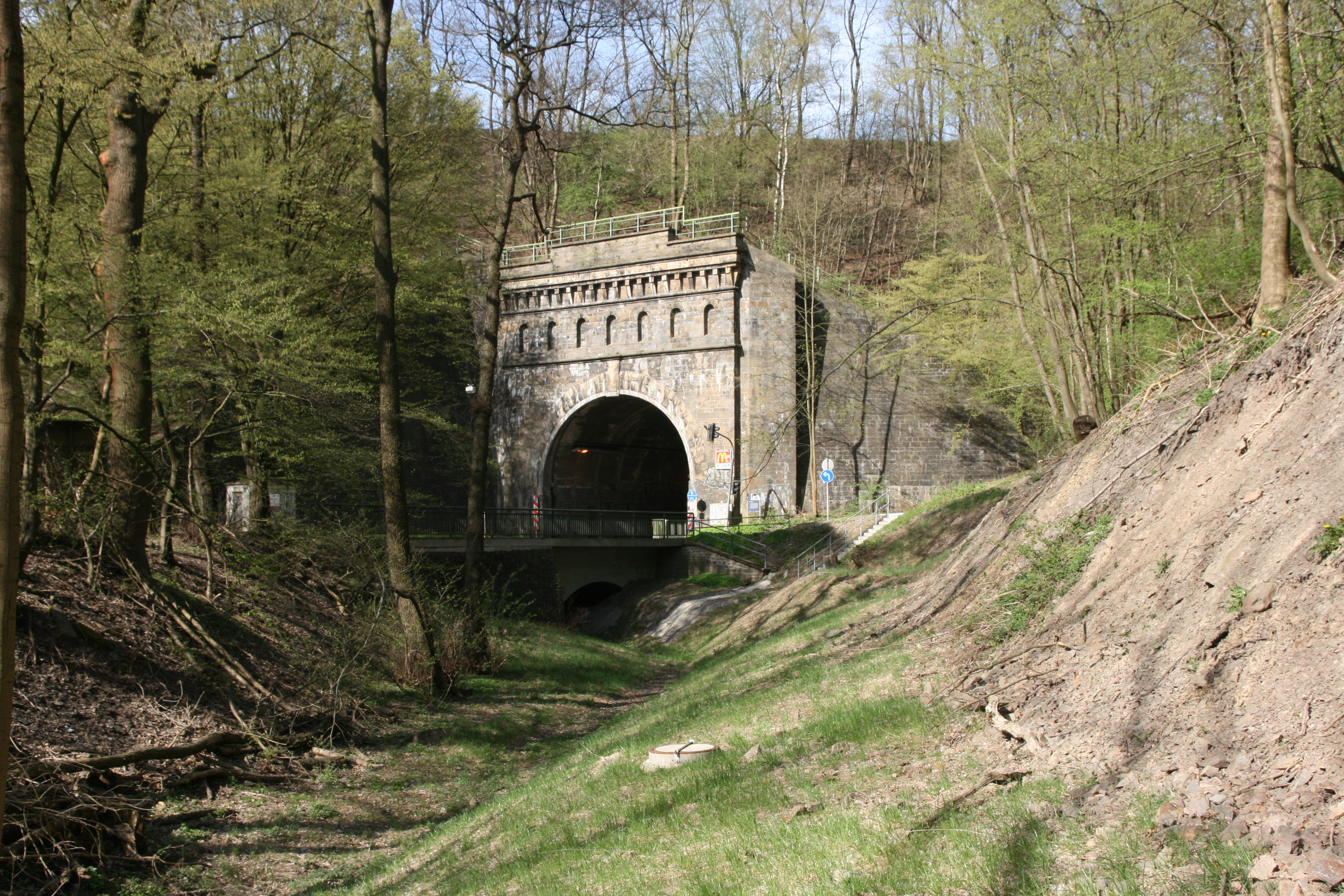
Denkmalgeschützter Kruiner Tunnel

Im 20. und 21. Jahrhundert wurden mehrere Stadterneuerungs- und Stadtentwicklungsmaßnahmen umgesetzt bzw. begonnen.

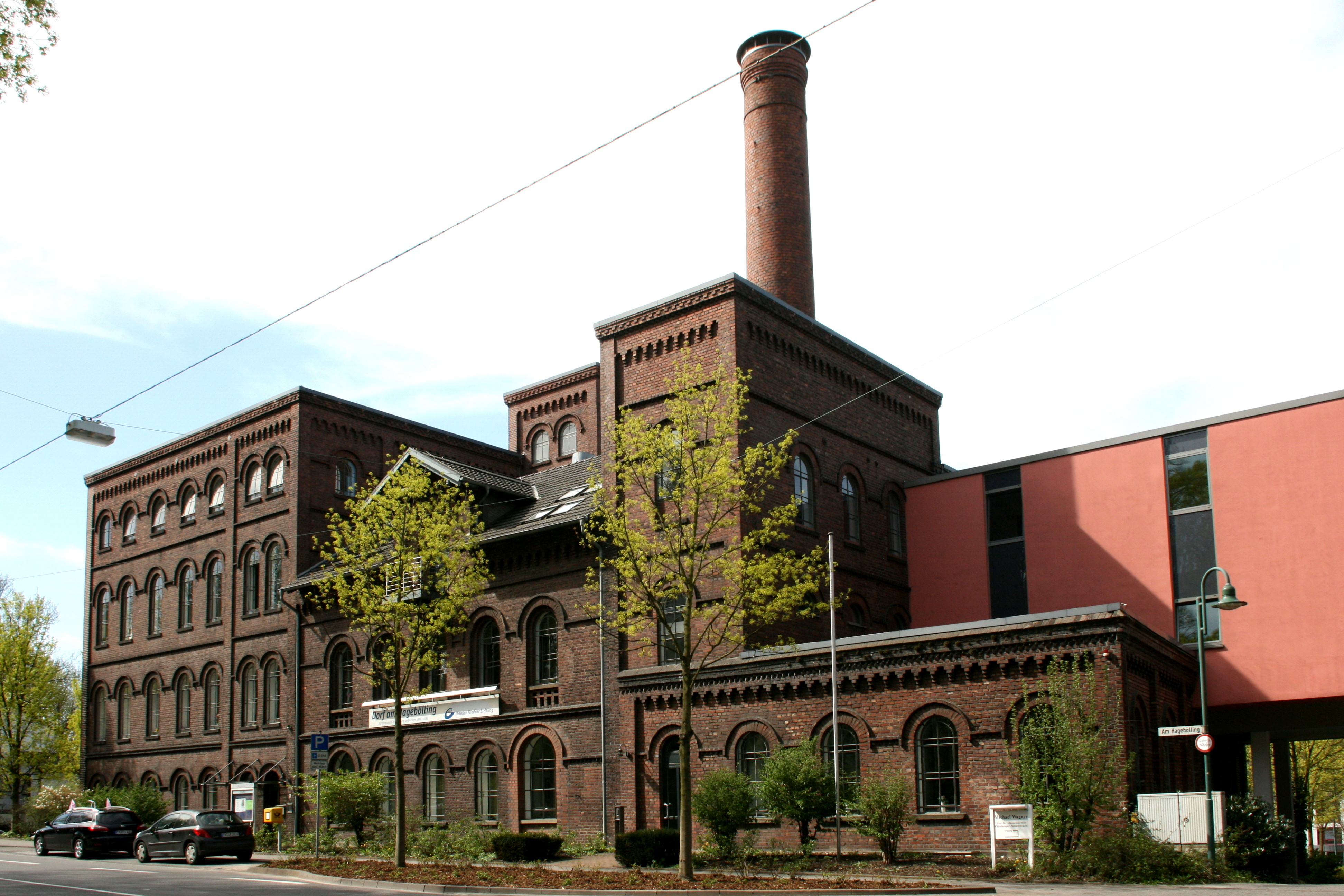
Ehemalige Kornbrennerei Niedernberg & Krüner, Hauptgebäude des neuen „Dorfs am Hagebölling“

Ende der 1990er Jahre wurde zum Beispiel das an der Hagener Straße gelegene Ensemble der ehemaligen Kornbrennerei Niedernberg & Krüner zu einem Begegnungszentrum umgebaut. Seit 2021 beherbergt die ehemalige Friedenskapelle (eingeweiht in 1913) die privat geführte Kunsthalle Gevelsberg.
Das „Gevelsberger Stadtzeichen“ auf der „Ennepe-Brücke“ im Stadtzentrum wurde 1989 von dem Künstler Janusz Hajduk-Gubalke geschaffen. Die Realisierung des Projektes war unter anderem durch die großzügige Spende des Mäzens Wasyl Seniw, der in Gevelsberg eine neue Heimat gefunden hatte, möglich. Auf dem Stadtzeichen ist eine Bronzetafel mit dem Sator-Quadrat eingelassen. Zielsetzung war es, zeitgenössische Kunst ins Stadtbild einzubringen. Neben diesem Objekt gehören auch die „Zeitschichten“ des Japaners Yoshiaki Watanabe am „Lusebrink“ zum Gesamtprojekt.
Zu den Großbauwerken jüngeren Datums gehört der 540 Meter lange Straßentunnel Engelbert-Tunnel im Stadtzentrum. Er wurde am 3. Dezember 2007 für den Verkehr freigegeben.

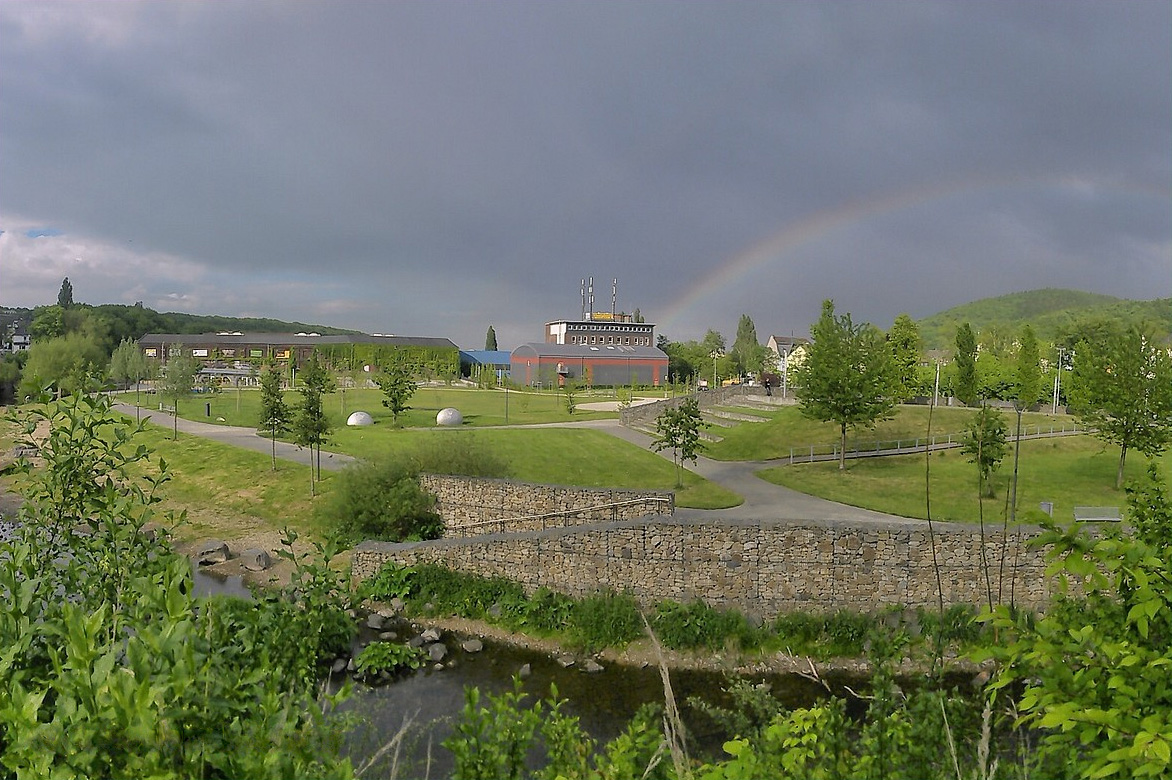
Ennepebogen Gevelsberg mit Regenbogen im Hintergrund

Der Ennepebogen, eine ehemalige Industriebrache, auf der auch das alte Gevelsberger Elektrizitätswerk stand, wurde ab 2006 in einen Wohn- und Freizeitbereich umgestaltet.

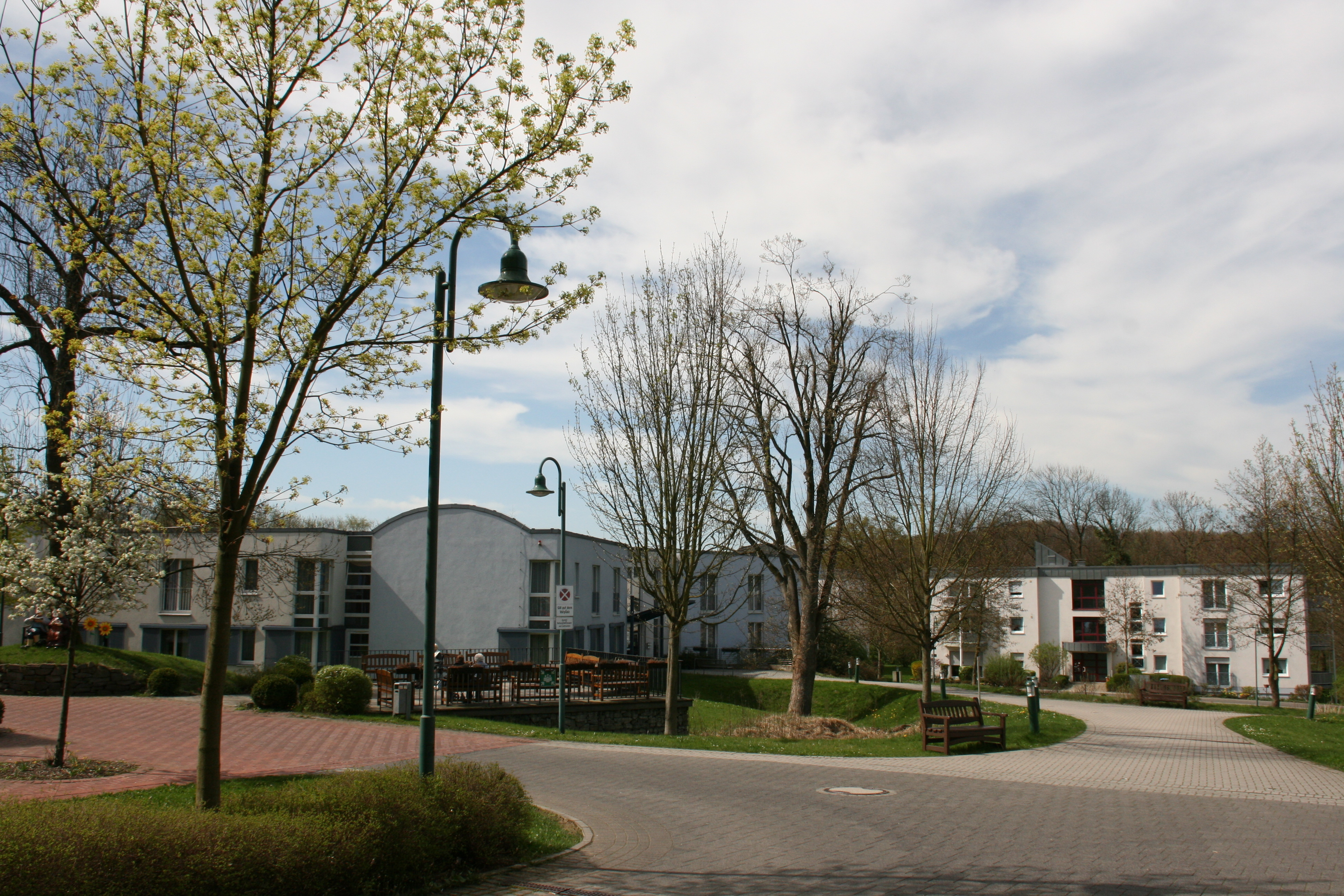
Neues „Dorf am Hagebölling“
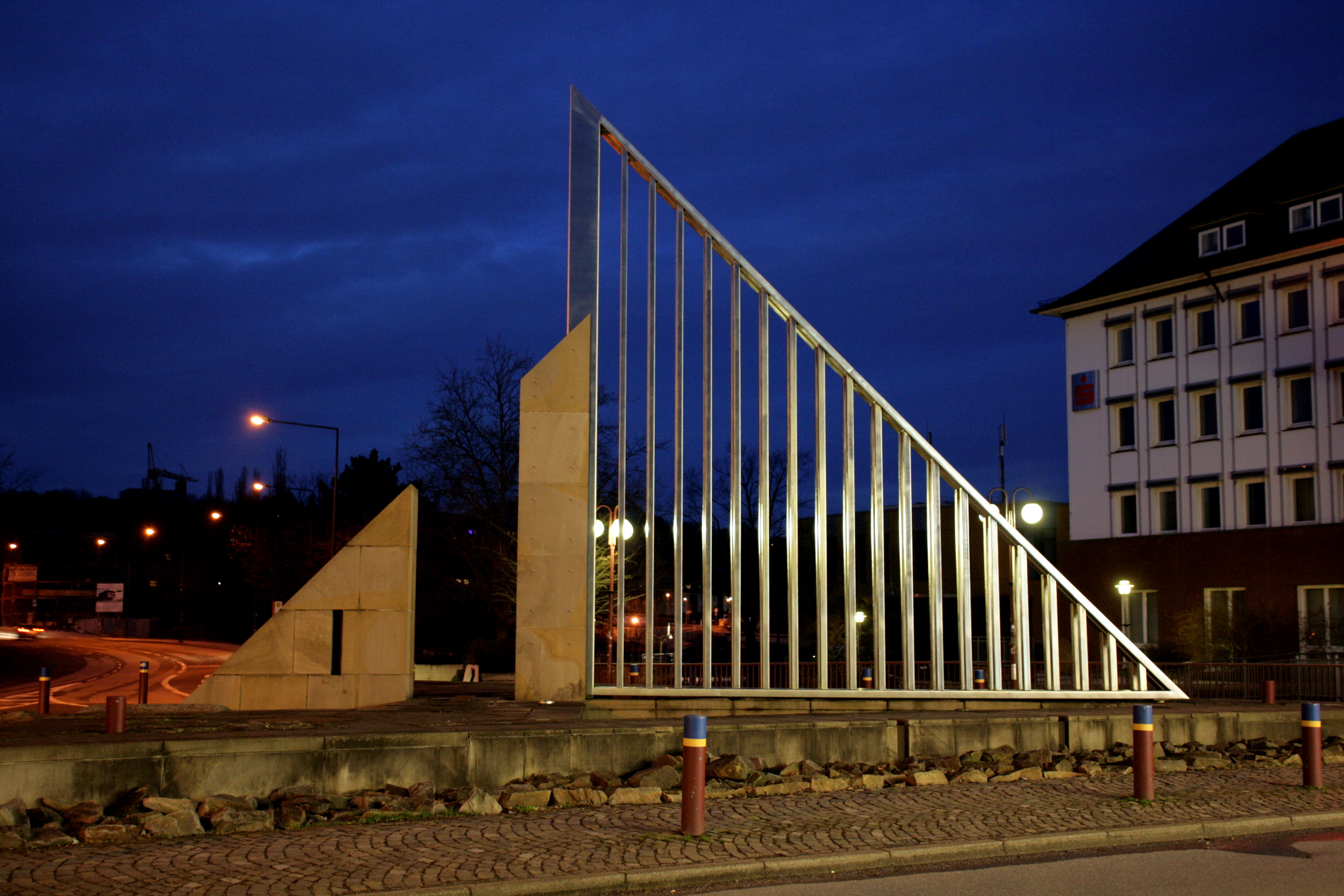
Gevelsberger Stadtzeichen
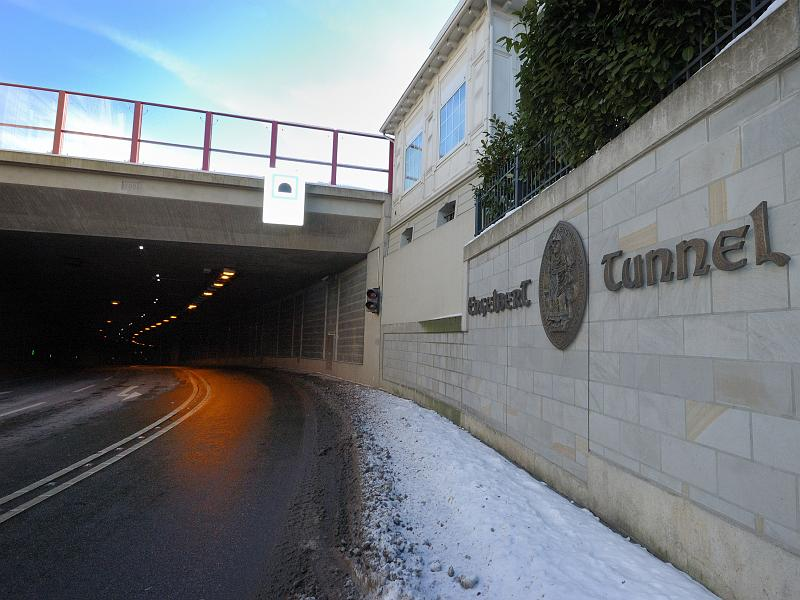
Engelbert-Tunnel
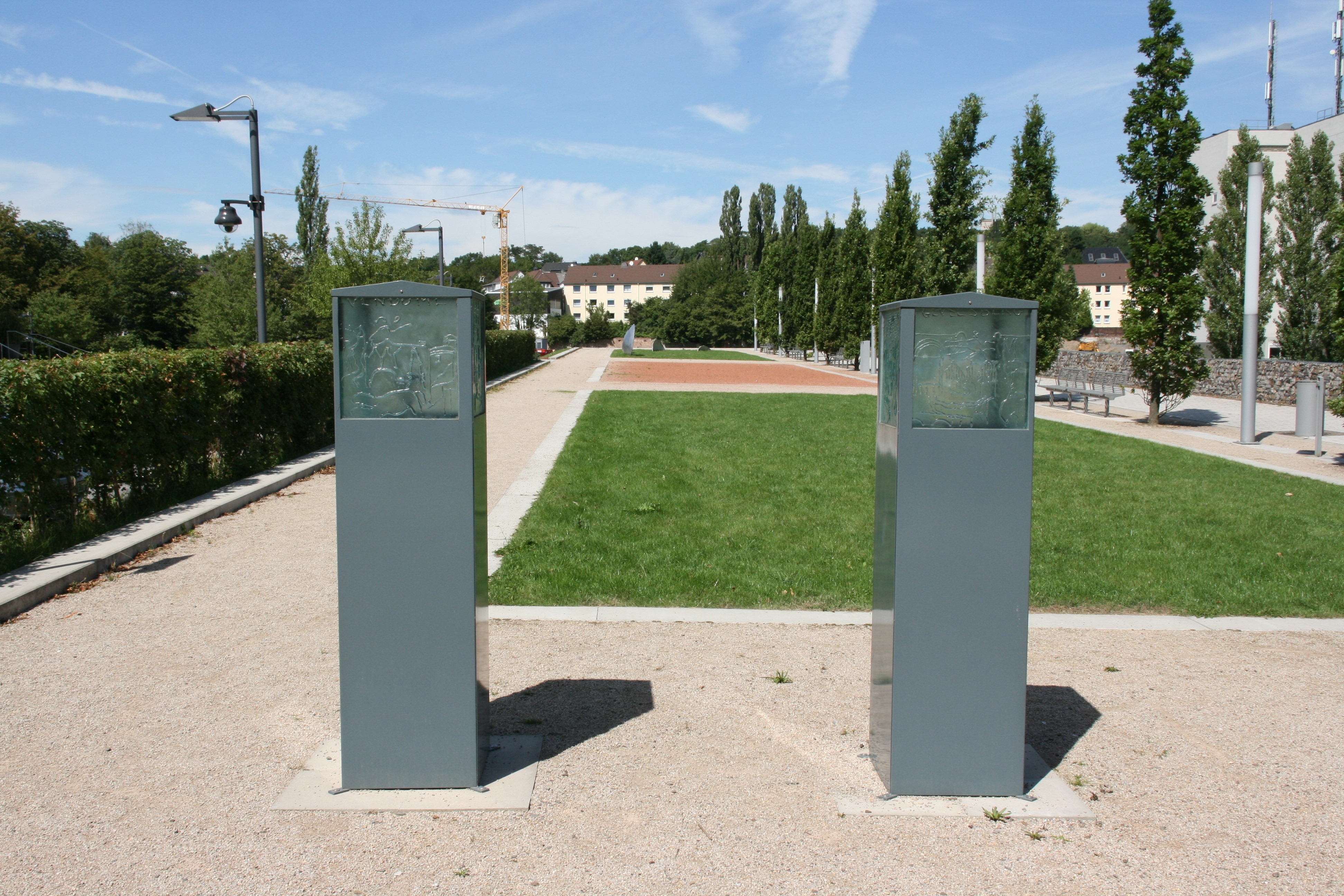
Neue Sparkassenterrasse im Ennepebogen

### Sport

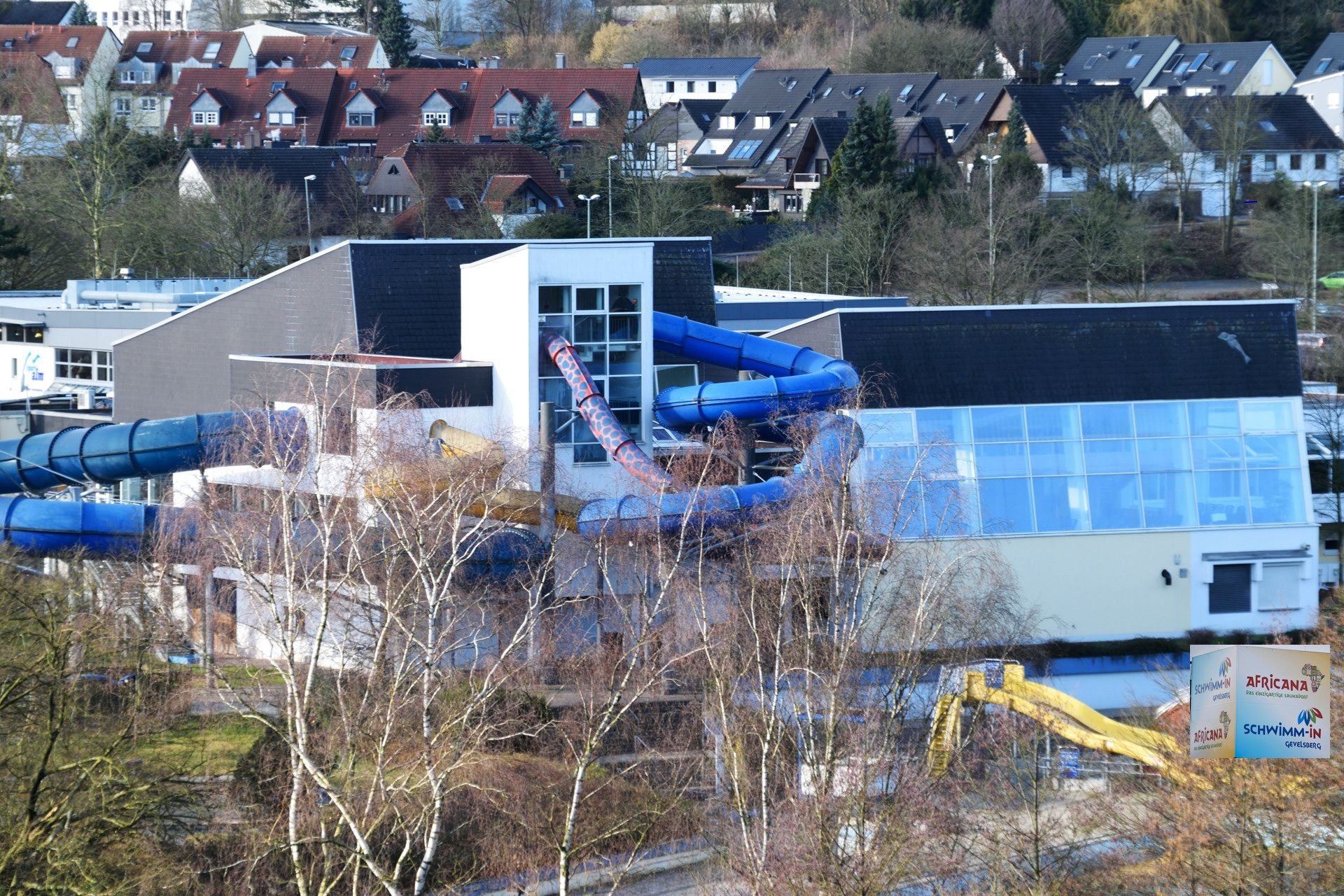
Das Schwimm-in ist ein modernes Sport- und Freizeitbad, das im Jahre 2011 umgebaut wurde.

Das Schwimm-in ist ein modernes Sport- und Freizeitbad, das im Jahre 2011 umgebaut wurde. Es verfügt über ein Erlebnisbecken, vier Riesenrutschen, ein Freibad mit großzügiger Liegewiese und eine großzügige Saunalandschaft im afrikanischen Stil.

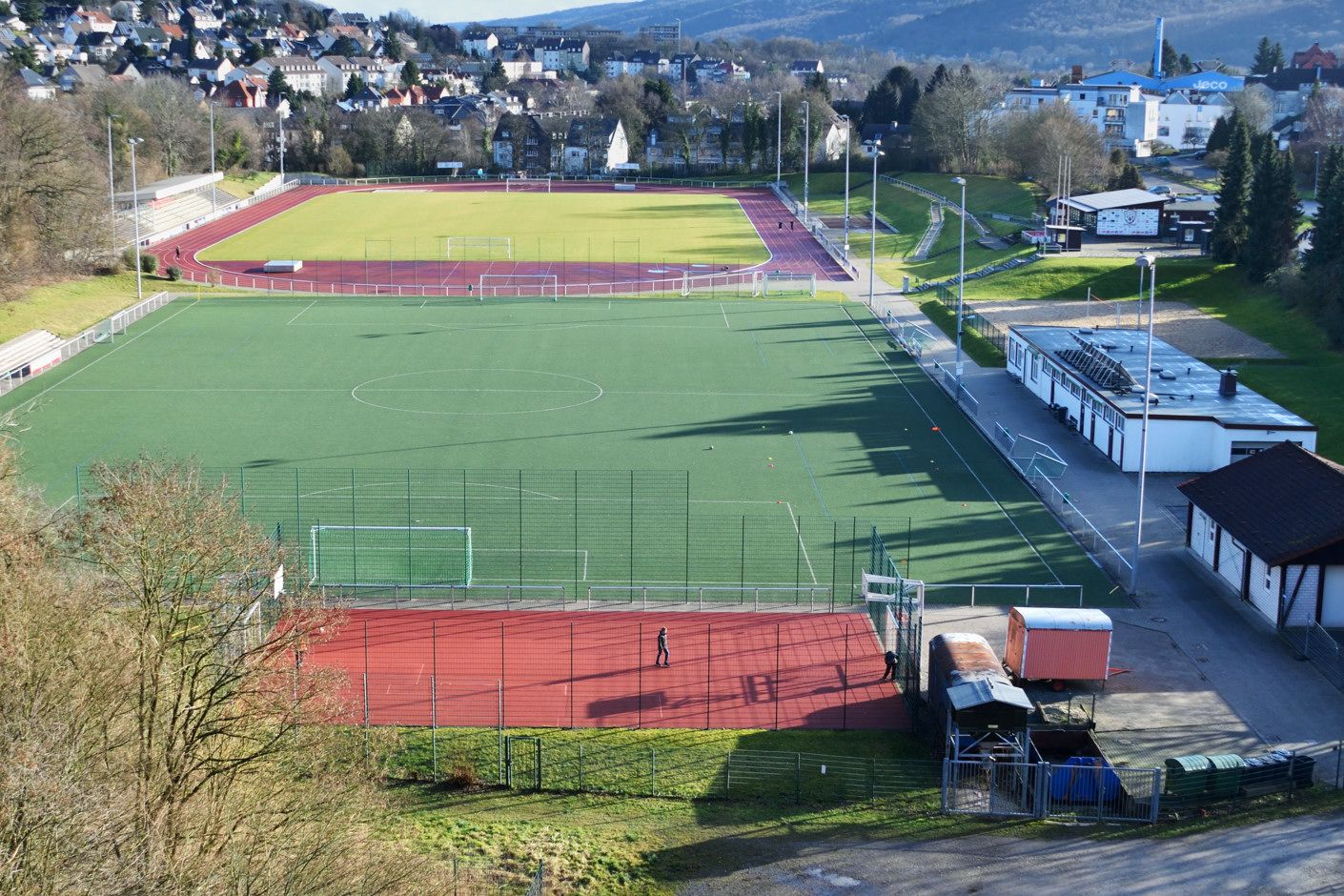
Das Stadion Stefansbachtal in Gevelsberg verfügt über einen Kunst- und einen Echtrasenplatz

Das Stadion Stefansbachtal wurde im Rahmen der vergeblichen Bewerbung als Trainingsstandort für die Fußball-WM 2006 in den Jahren 2004 bis 2006 modernisiert. Es verfügt über einen Echtrasen- und einen Kunstrasenplatz und das FSV-Gevelsberg-Vereinsheim.
Der Erlebnispark Gevelsberg ist eine kommerzielle Freizeitanlage für Kinder, die aus dem ehemaligen Kruiner Gussstahlwerk am Kruiner Tunnel an der B 7 entstanden ist. Nach einjähriger Planungs- und Bauzeit wurde der Erlebnispark 2005 mit etwa 5000 m² Hallenfläche zu einem der größten Hallenspielplätze im Ruhrgebiet.
Die HSG Gevelsberg/Silschede ist der höchstklassige Sportverein und spielt in der Handball-Oberliga Westfalen. Die Heimspiele werden in der Sporthalle West ausgetragen.

### Regelmäßige Veranstaltungen

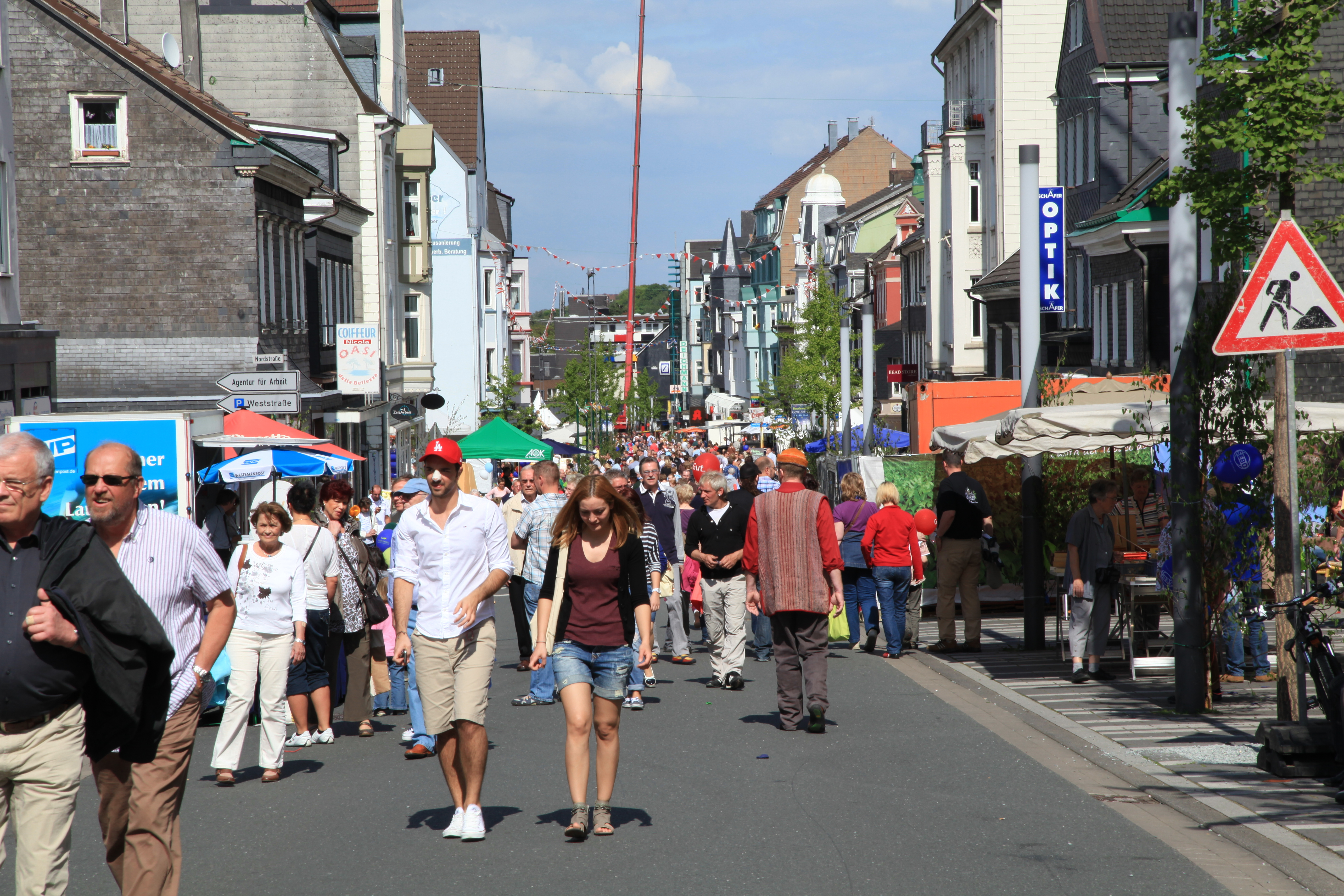
Boulevard Gevelsberg 2012, Mittelstraße

Einen traditionellen Höhepunkt im Stadtleben stellt die alljährlich am letzten Juni-Wochenende seit 1934 stattfindende Gevelsberger Kirmes dar. Die „schrägste Kirmes Europas“ wird vom Gevelsberger Kirmesverein und 12 Kirmesgruppen organisiert. Im Stadtzentrum, entlang der Mittelstraße und der Elberfelder Straße, werden zur Kirmes zahlreiche Fahrgeschäfte, aber auch Getränkestände der heimischen Vereine aufgebaut. Höhepunkt der Veranstaltung ist der sonntägliche Kirmeszug, der jährlich von über 50.000 Zuschauern besucht wird. Zwischen der Kirmesgruppe Mühlenhämmer des Gevelsberger Kirmesvereins und der Kirmesgemeinde Rimbach der Mühlhäuser Kirmes (Thüringen) besteht eine Partnerschaft.
Ebenfalls traditionsgebunden sind Veranstaltungen in der Fußgängerzone wie das „Quellenfest“, erstmals 1988 und zuletzt 2008. Das Quellenfest wurde 2009 aufgrund der neugestalteten Mittelstraße – sie ist jetzt verkehrsberuhigte Zone – in „Boulevard Gevelsberg“ umbenannt. Es findet jeweils am Himmelfahrtswochenende statt.
Weitere regelmäßige Veranstaltungen sind:
- Internationales Gitarrenfestival in der Woche vor Ostern
- Weihnachtsmarkt Silschede am ersten Adventswochenende
- Weihnachtsmarkt im Zentrum von Gevelsberg am zweiten Adventswochenende
- Musikfestival Dickes G am letzten Samstag der Sommerferien

## Wirtschaft und Infrastruktur

### Unternehmen

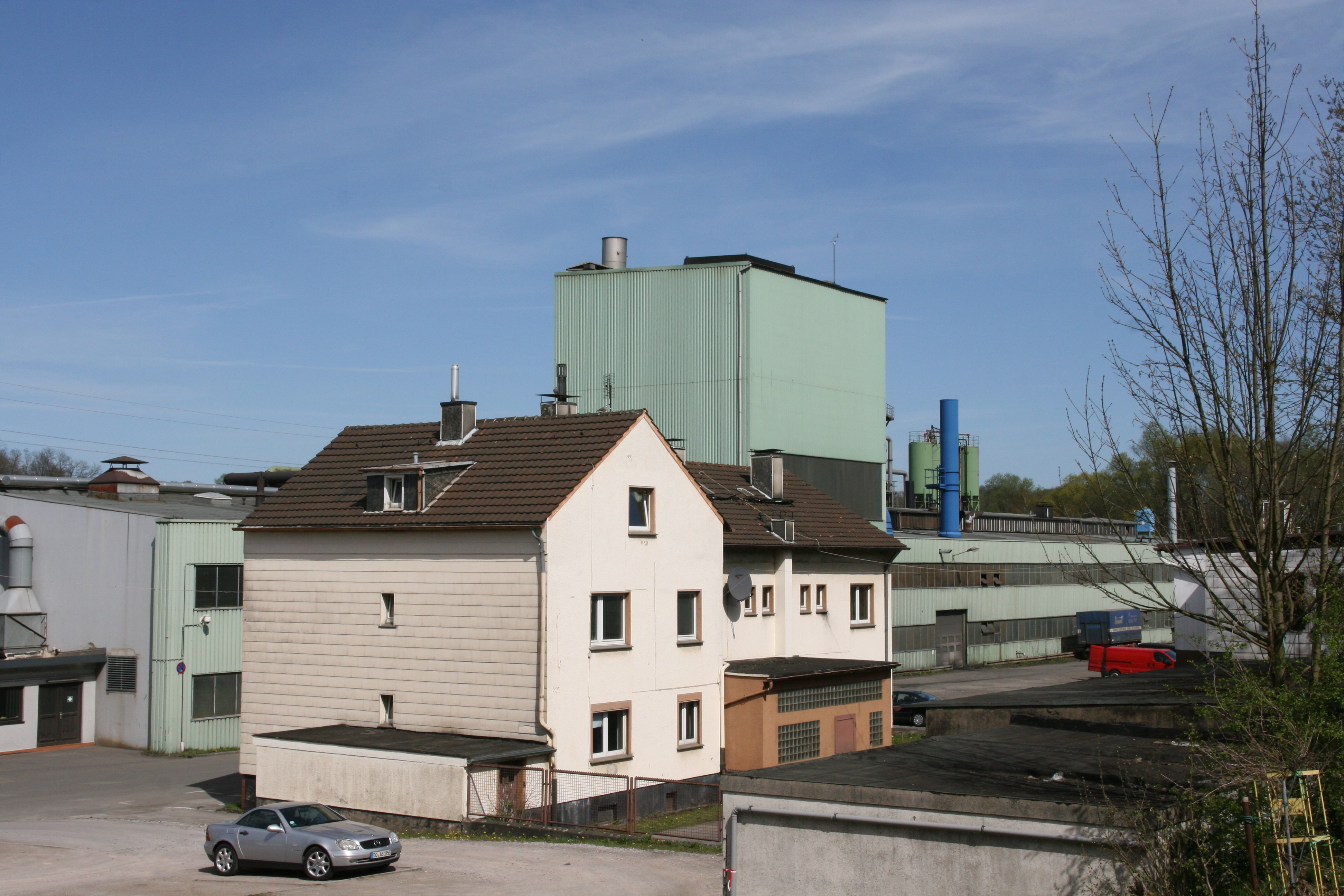
Dieckerhoff Guss, ein ehemaliges Metallunternehmen in Gevelsberg

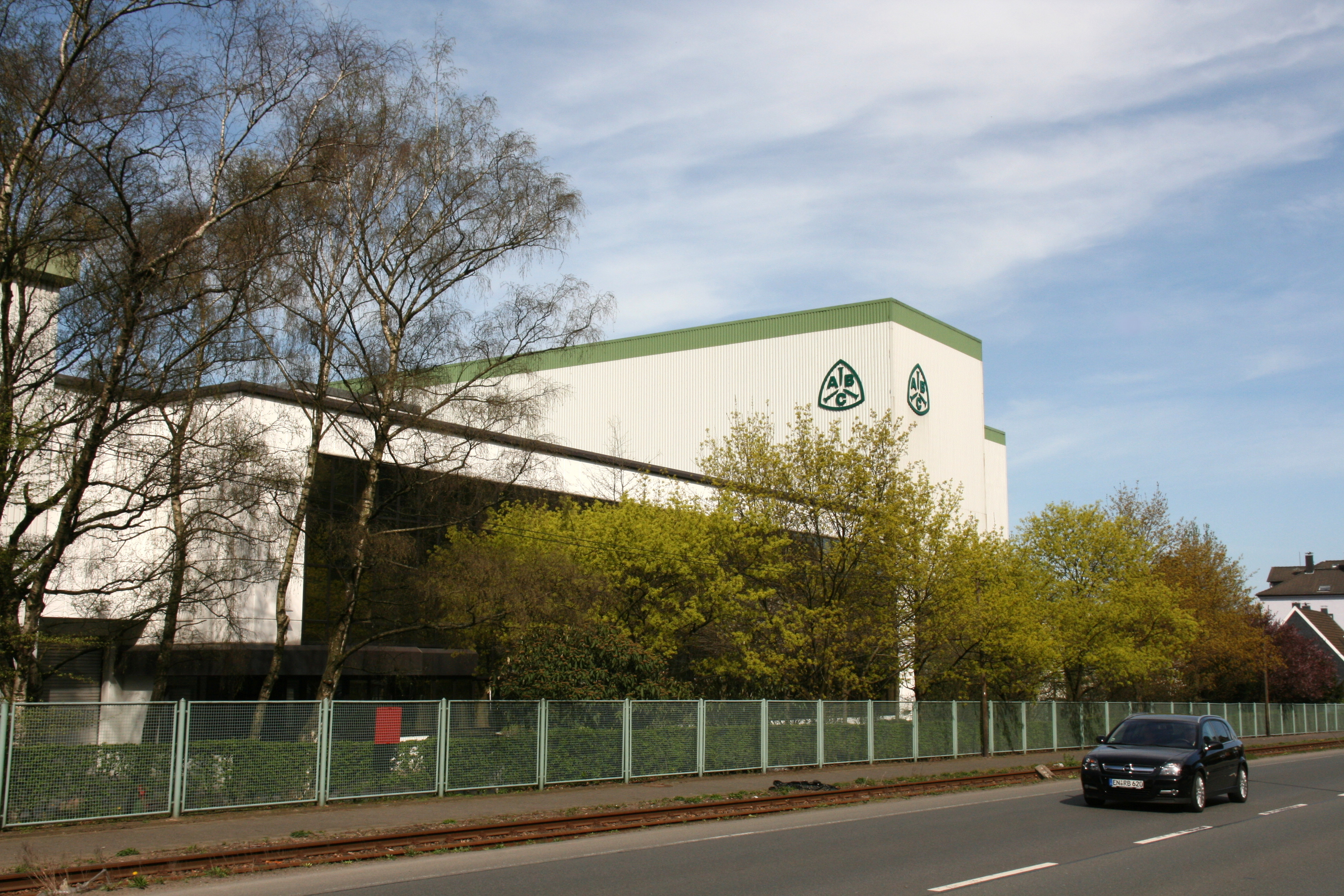
ABC-Werk in Gevelsberg

Die mittelständisch geprägte Industrie Gevelsbergs (Metallindustrie, Maschinenbau, Zulieferer) hat sich bis in die Gegenwart als anpassungsfähig erwiesen. Nach dem Zweiten Weltkrieg, der hier nur vergleichsweise geringe Schäden anrichtete, zeigte sich, dass die Stilllegung großer, inzwischen konzernabhängiger Betriebsstätten und der Rückgang der Industriebeschäftigten auch Gevelsberg nicht verschonte.
Größere in der Stadt ansässige Unternehmen sind:
- AVU Aktiengesellschaft für Versorgungs-Unternehmen
- Paul Ferd. Peddinghaus GmbH (Werkzeugmaschinen)
- Stadtsparkasse Gevelsberg
- August Börkey Nachf. GmbH, Schlüsselfabrik

Ehemalige Unternehmen:
- Bauknecht (Küchen)
- Krefft (Herdfabrik, Großküchen, später Bauknecht. In den späten 1940er Jahren großes Engagement in Radio- und Fernsehtechnik unter dem Namen "Weltfunk". Annähernd jeder, der in den frühen 1950er Jahren den TV-Sender NWDR schaute, machte das über ein Empfangsgerät von Krefft.)[18]

Im Stadtzentrum, entlang der B 7 und in geringerem Umfang in den Stadtteilen bestehen diverse Einkaufsmöglichkeiten. Ein Wochenmarkt findet vormittags jeden Mittwoch und Samstag auf dem Vendômer Platz statt.

### Medien
Mit lokalen Inhalten erscheinen in Gevelsberg die Tageszeitung Westfälische Rundschau (WAZ-Mediengruppe) sowie die Anzeigenblätter WAP (Werbe- und Anzeigepost Schwelm/Gevelsberg/Ennepetal; Westdeutsche Verlags- und Werbegesellschaft). Im Bereich Hörfunk gibt es Radio Ennepe Ruhr, ein Lokalsender von Radio NRW. Beim Fernsehen gehört Gevelsberg zum Redaktionsgebiet des WDR-Studios Dortmund.

### Verkehr

#### ÖPNV

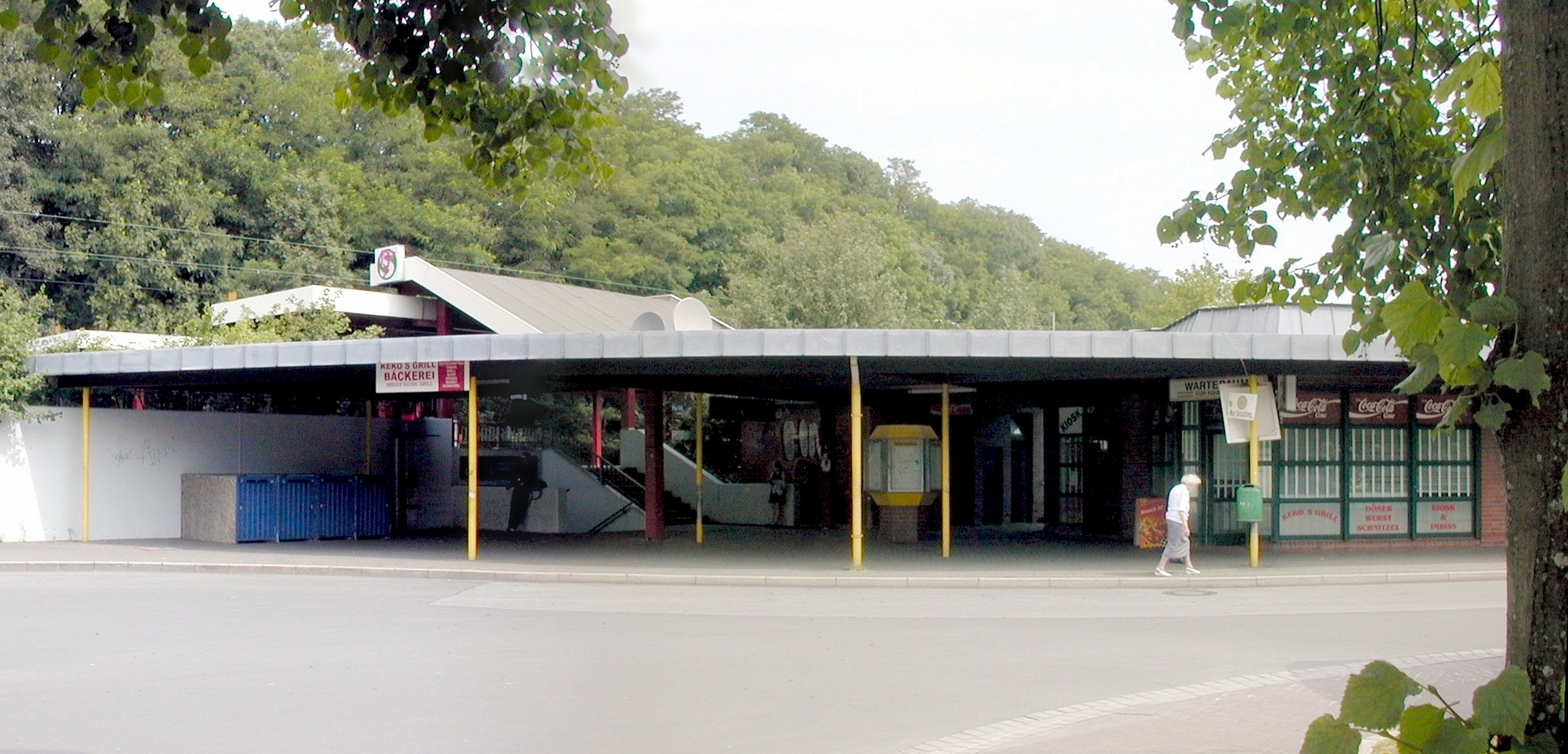
Hauptbahnhof

Gevelsberg liegt an mehreren Bahnstrecken, die für die Stadt bedeutendste ist die nördlich des Stadtgebiets verlaufende Bahnstrecke Düsseldorf-Derendorf–Dortmund Süd. Hier liegen die Stationen Gevelsberg-Knapp, Gevelsberg Hbf, Gevelsberg-Kipp und Gevelsberg West, welche an die S8 nach Hagen und über Wuppertal, Düsseldorf nach Mönchengladbach und der S9 nach Hagen und über Wuppertal, Essen, Bottrop und Gladbeck nach Recklinghausen angebunden sind. Der Gevelsberger Hauptbahnhof ist aus bahnbetrieblicher Sicht kein Bahnhof mehr, sondern lediglich ein Haltepunkt, da sich dort keine Weiche befindet. Zudem ist er einer von zwei Hauptbahnhöfen in Deutschland, der nur von S-Bahnlinien bedient wird. Der einzige verbliebene echte Bahnhof ist die Station Gevelsberg West. 

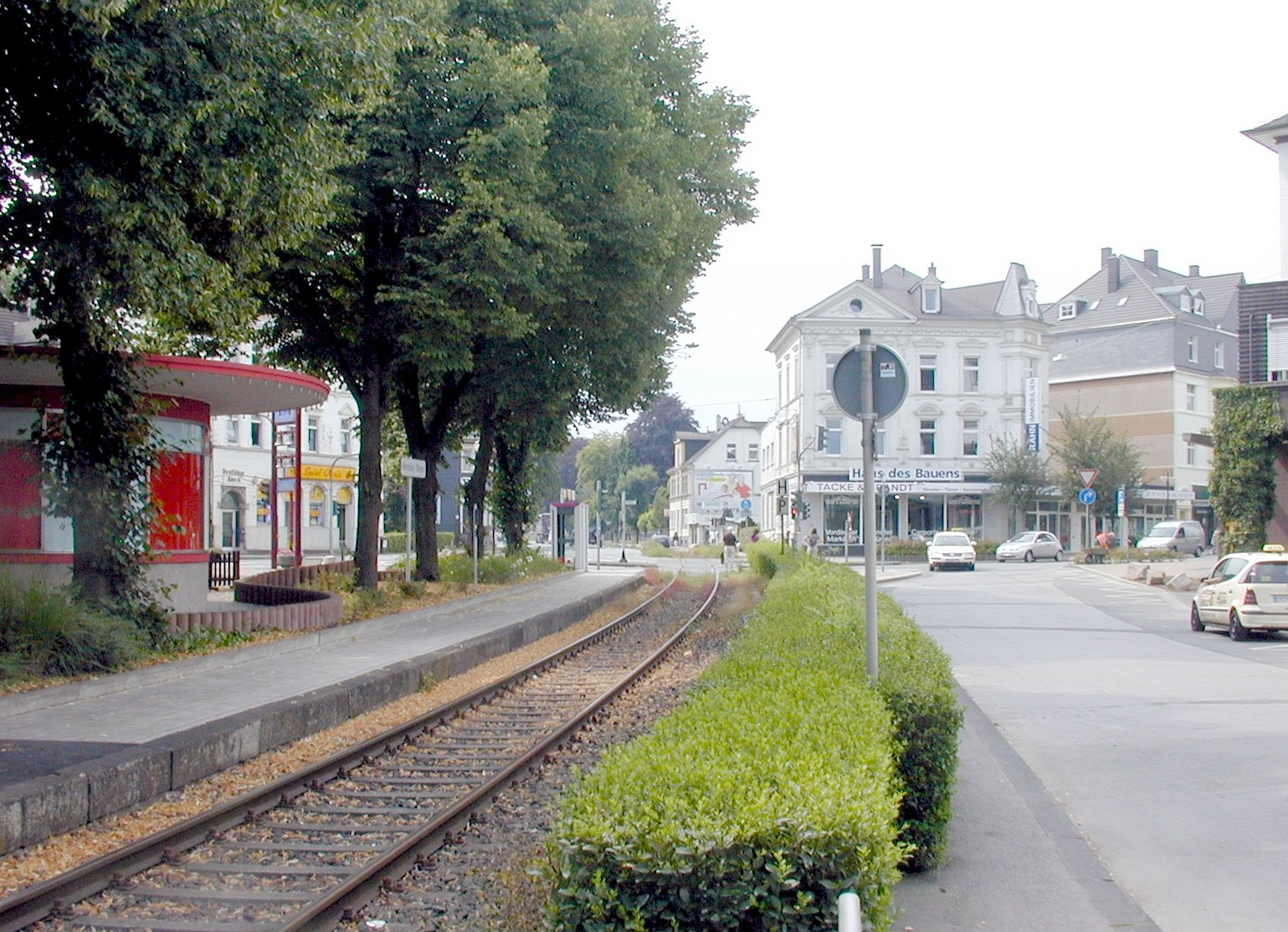
Bahnhof Gevelsberg-Nirgena. Hier fahren planmäßig nur Güterzüge.

Durch das Zentrum der Stadt führt die Ennepetalbahn, die allerdings abgesehen von gelegentlichen Sonderfahrten nur von Güterzügen befahren wird. Die Stationen an dieser Strecke, Gevelsberg-Poeten und Gevelsberg-Nirgena sind im Nahverkehr somit nicht von Bedeutung. Auf der Bahnstrecke Witten–Schwelm (Elbschetalbahn), die am Bahnhof Gevelsberg West abzweigte und in Asbeck eine weitere Station hatte, wurde der Personenverkehr am 30. November 1979 eingestellt, die Strecke ist nördlich von Gevelsberg West abgebaut.
Südlich befindet sich die Bahnstrecke Elberfeld–Dortmund, die allerdings nur im benachbarten Ennepetal einen Bahnhof besitzt. Aufgrund seiner Nähe zur Stadtgrenze trägt er den Namen "Ennepetal (Gevelsberg)". Hier halten Regionalexpress-Züge der Linien 4, 7 und 13, die Strecke wird außerdem von Fernzügen befahren, die allerdings erst in Wuppertal oder Hagen halten. Der alte Bahnhof Gevelsberg an der Strecke ist seit 1963 stillgelegt.
Gevelsberg gehört zum Verkehrsverbund Rhein-Ruhr. Außerdem gilt der Tarif der Verkehrsgemeinschaft Ruhr-Lippe für Fahrten in deren Gebiet. Der Tarif des Verkehrsverbund Rhein-Sieg kann als Übergangstarif bis Köln benutzt werden.

#### Straße
Ein Autobahnanschluss besteht über die Bundesautobahn 1 und den Bundesstraßen 7 und 234 und den Landesstraßen 527 (Elberfelder Straße, Wittener Straße und Eichholzstraße), 666 (Haßlinghauser Straße, Mittelstraße), 702 (Asbecker Straße), 891 (Rosendahler Straße).

### Bildung

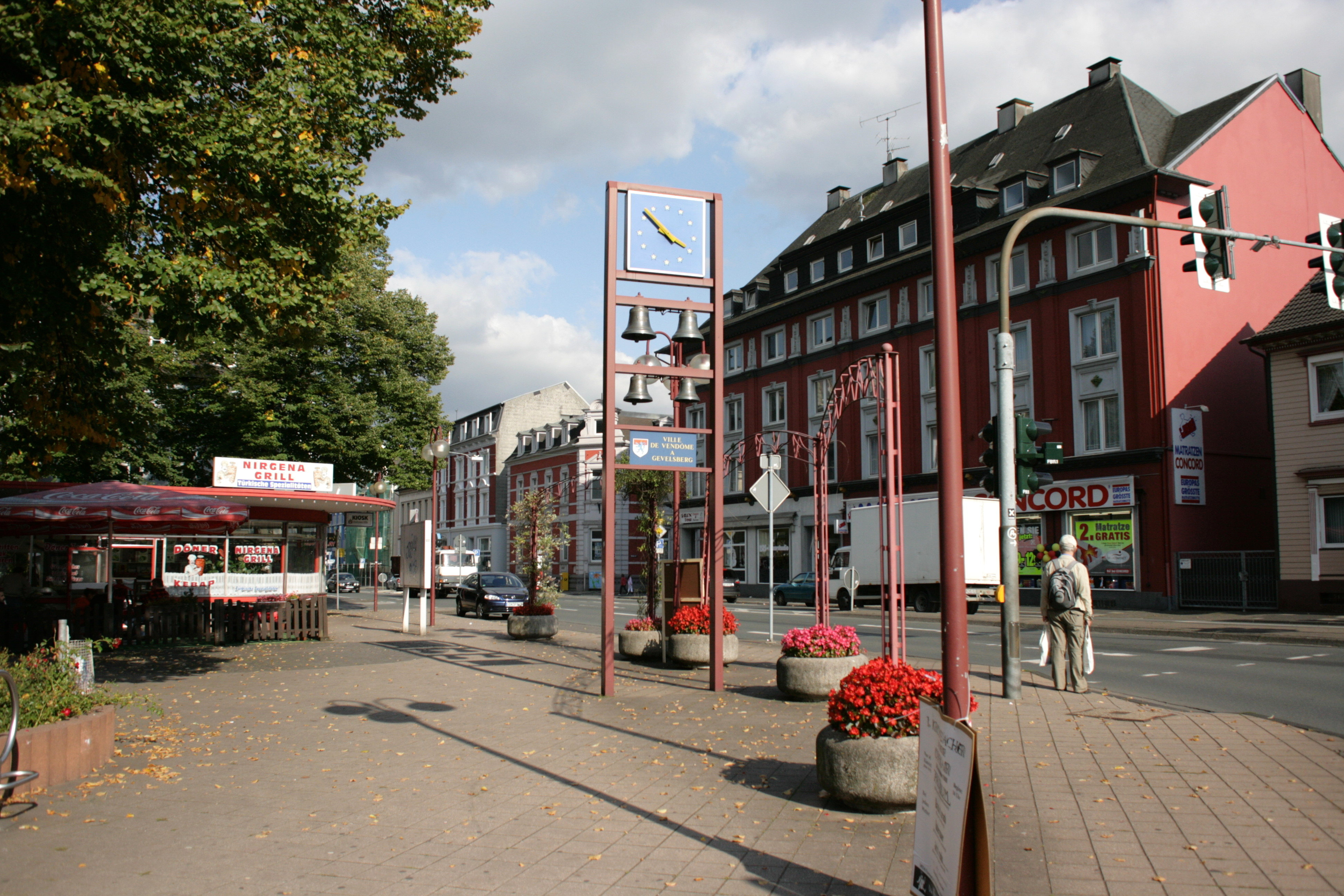
Nirgenaplatz in Gevelsberg

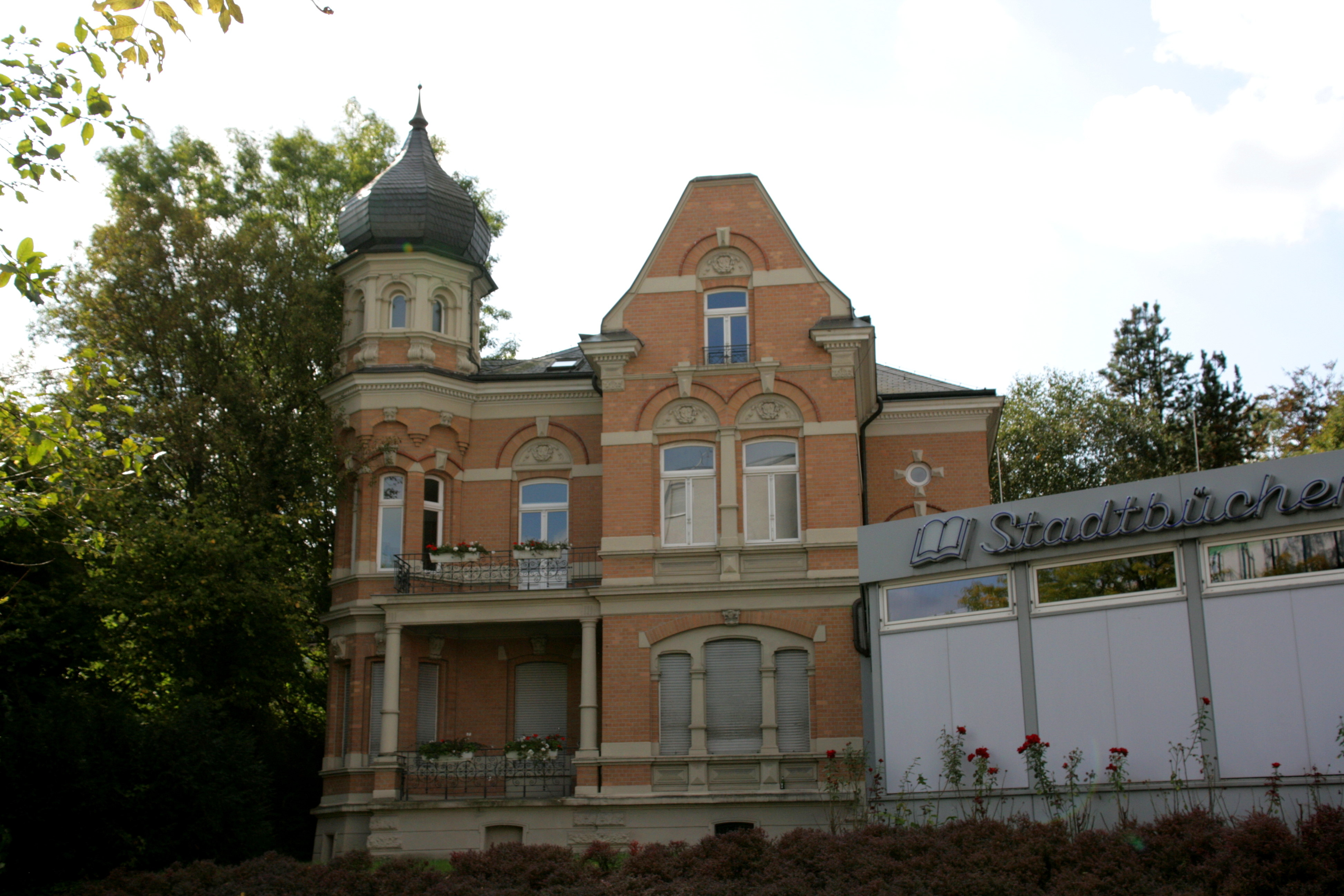
Stadtbücherei Gevelsberg, Wittener Straße

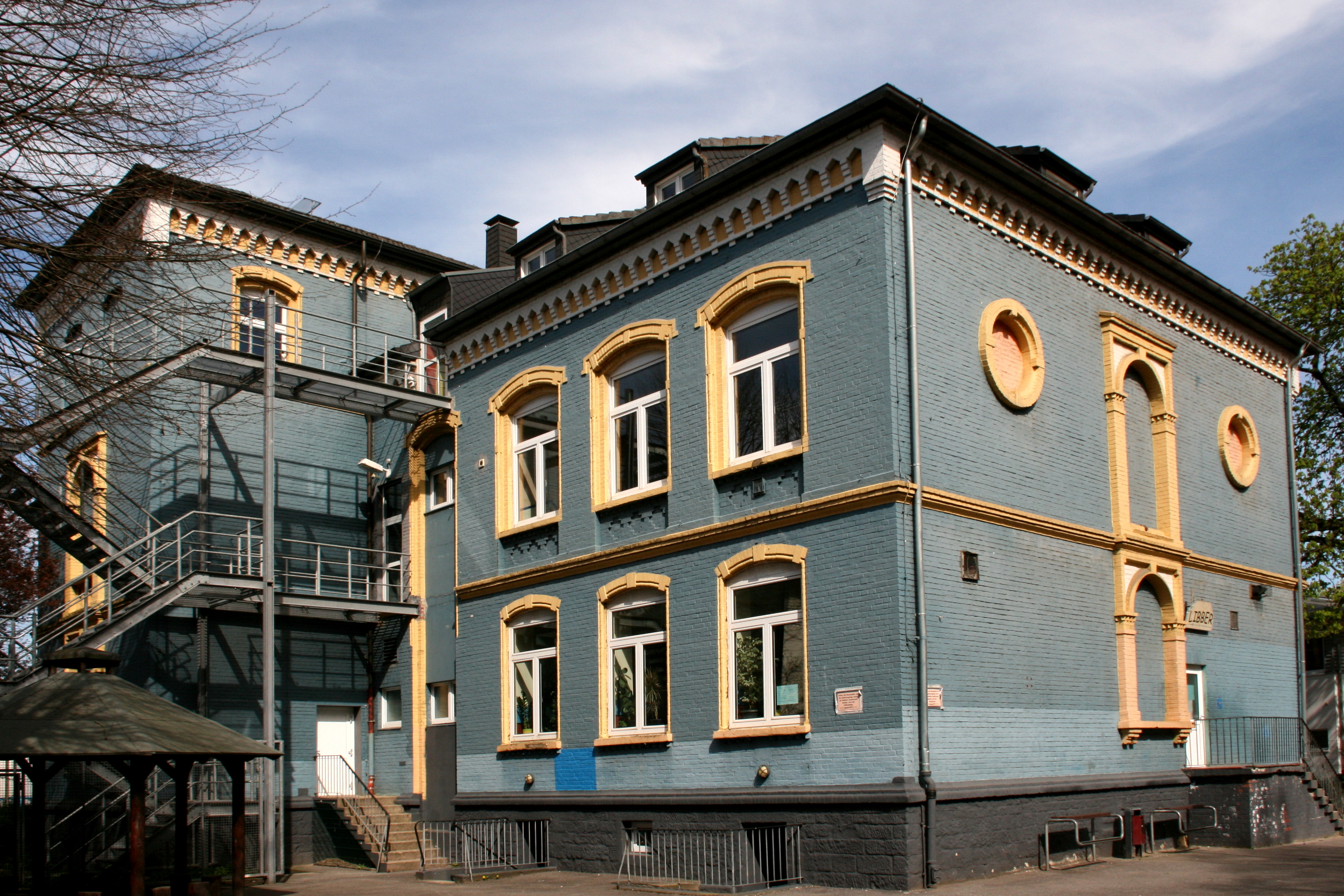
Jugendzentrum Gevelsberg, Schulstraße

In der Stadt gibt es mehrere Schulen. Sechs Grundschulen (GS Am Strückerberg, GS Pestalozzi, GS Schnellmark, GS Silschede, GS Vogelsang und die private evangelische GS Georg-Müller-Grundschule) sind übers Stadtgebiet verteilt. Das Schulzentrum West im Gevelsberger Ortsteil Frielinghausen beherbergt die Hasencleverschule, eine Förderschule, die Hauptschule Gevelsberg und das städtische Gymnasium Gevelsberg. Die städtische Realschule Gevelsberg liegt nordöstlich des Stadtzentrums.
Weitere Bildungseinrichtungen sind die Volkshochschule Ennepe-Ruhr-Süd und die städtische Musikschule sowie die private Malschule Maldumal.

## Persönlichkeiten
Die Liste von Persönlichkeiten der Stadt Gevelsberg enthält die Namen der Söhne und Töchter der Stadt sowie weiterer Personen, die mit Gevelsberg in Verbindung stehen.